# Liste der Straßen und Plätze in Berlin-Lichterfelde

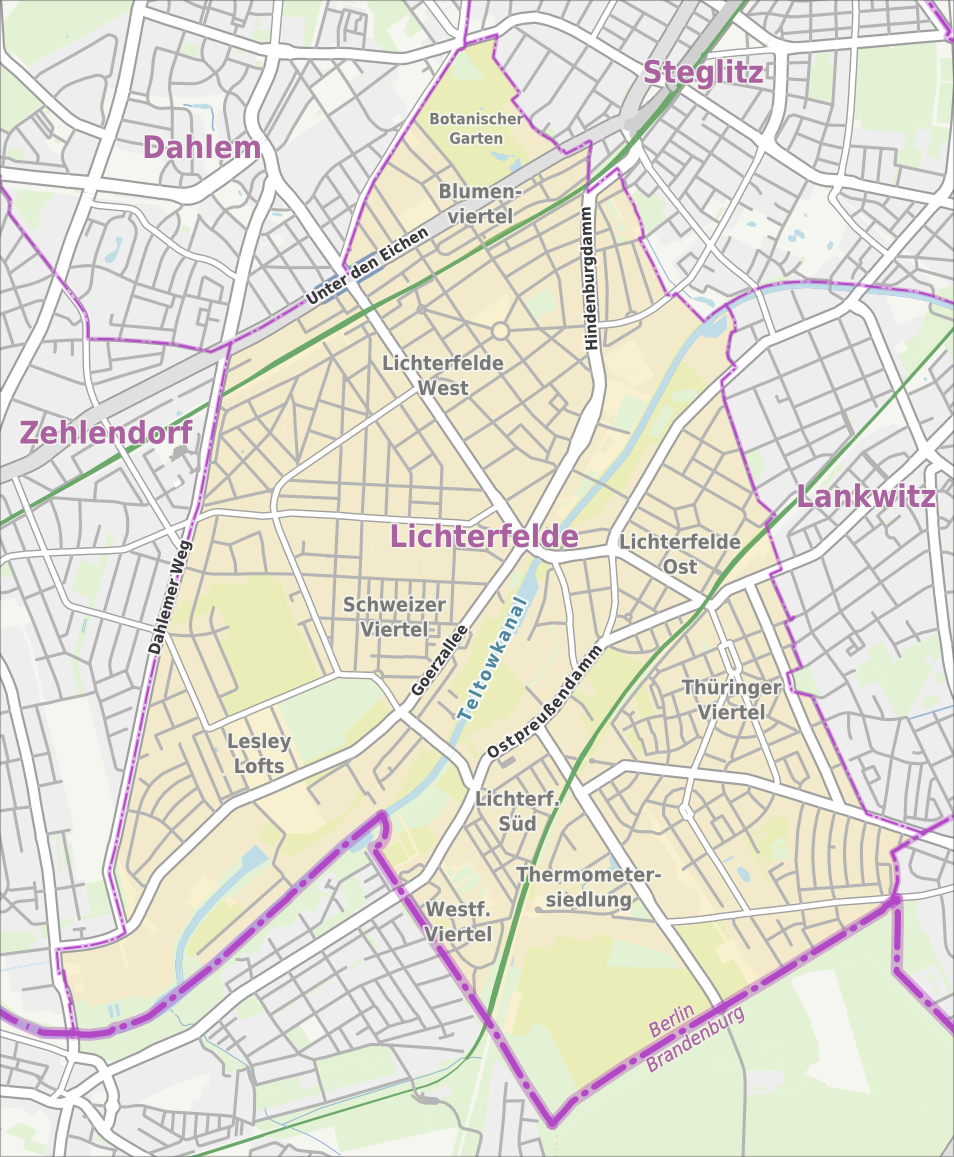
Übersichtskarte von Berlin-Lichterfelde

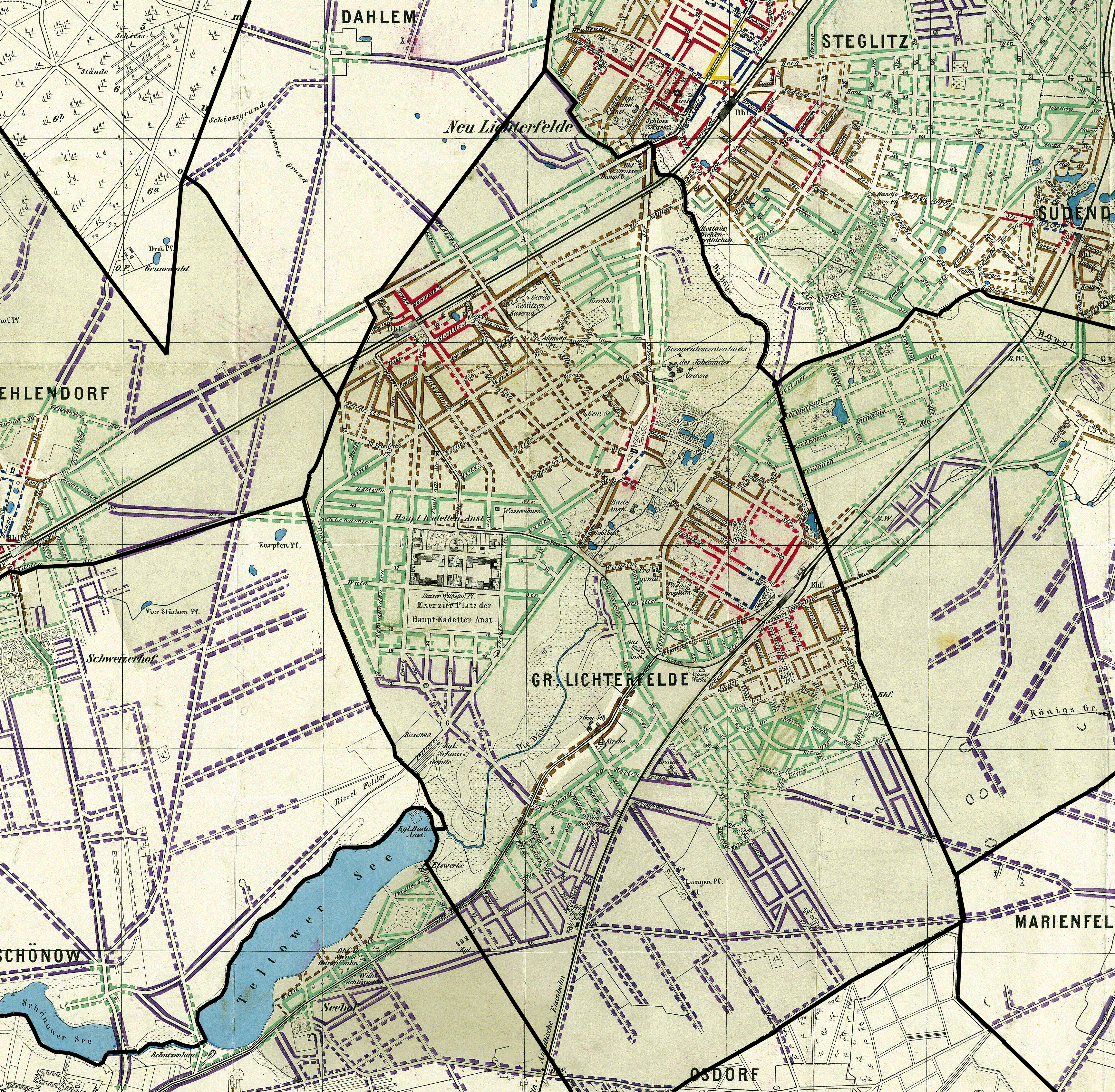
Lichterfelde um 1892

Die Liste der Straßen und Plätze in Berlin-Lichterfelde beschreibt das Straßensystem im Berliner Ortsteil Lichterfelde mit den entsprechenden historischen Bezügen. Gleichzeitig ist diese Zusammenstellung ein Teil der Listen aller Berliner Straßen und Plätze.

## Überblick
Lichterfelde hat 85.445 Einwohner (Stand: 31. Dezember 2024) und umfasst die Postleitzahlenbereiche 12203, 12205, 12207, 12209 und 14167. Das öffentliche Straßennetz im gesamten Bezirk Steglitz-Zehlendorf (einschließlich aller sieben Ortsteile) misst 635,4 Kilometer. Damit verfügt der Bezirk vor dem Bezirk Treptow-Köpenick (628,1 km) und dem Bezirk Pankow (604,7 km) über das längste Straßensystem in der Hauptstadt. Im Ortsteil befinden sich insgesamt 293 gewidmete Straßen und 24 gewidmete Plätze. 27 Straßen davon führen unter gleichem Namen in benachbarte Ortsteile weiter. Die Gesamtlänge aller Straßen im Ortsteil beträgt 154,3 Kilometer.
Auf Lichterfelder Gebiet verläuft die Bundesstraße 1 im Zuge der Straße Unter den Eichen. Diese gibt den Anschluss an das Autobahnsystem mit der Bundesautobahn 103, 1960 als Verbindung ins Zentrum geplant und zur Anschlussstelle 4 – Zehlendorf – der Bundesautobahn 115 im Zuge der AVUS. Zum Anschluss des Ortsteils nach Steglitz und der Bundesautobahn 113 wurde 1966 der Wolfensteindamm angelegt.
Das Straßensystem in Lichterfelde ist wesentlich durch die Tätigkeit von Johann Anton Wilhelm von Carstenn im 19. Jahrhundert bestimmt. Durch den Kauf der Güter Lichterfelde und Giesensdorf schuf er Bauland für die Anlage von Villenkolonien nahe Berlin, wie er sie in England kennengelernt hatte. Die Villenkolonie Lichterfelde-West wurde 1866 durch die Drakestraße (Anbindung an die Königschaussee nach Potsdam), die Bahnhofstraße zum Anschluss des noch ausstehenden Bahnhofs (1868 wurde der Bahnhof Lichterfelde an der Anhalter Bahn eröffnet) und den Marienplatz als Zentralplatz der neuen Siedlung planmäßig umgesetzt; sie bestimmt seitdem das Lichterfelder Straßensystem. Die Baseler Straße führt geradlinig auf den 1872 eröffneten Bahnhof an der Potsdamer Stammbahn zu, die Ringstraße verläuft als solche um die Siedlung, zu Ehren von Carstenn wurde der westliche Teil des Ringes 1899 zur Carstennstraße. Carstenn bot dem Preußischen Militär 20 Hektar Fläche für den Neubau der Hauptkadettenanstalt (in der späteren Finckensteinallee) und förderte den Umzug des elitären Preußischen Gardekorps in die damals neue Gardeschützenkaserne am Gardeschützenweg. Und auch der von ihm finanzierte Bau der Bahnhöfe Lichterfelde-West und Lichterfelde-Ost zog die Bewohner hierher. Die Entwicklung des Straßensystems bis zur Wende zum 20. Jahrhundert lässt sich am Datum der Benennung ablesen.
Verschiedene Baugesellschaften beeinflussten mit Eigenheimsiedlungen den Ausbau der Straßen im Süden, zum Beispiel das 1917 realisierte „Thüringische Viertel“ um die Hildburghauser Straße oder im Oktober 1908 die Straßen im „Blumenviertel“ nahe dem Botanischen Garten, der in den 1890er Jahren hierher verlegt wurde, sowie das „Schweizer Viertel“. In den 1950er und 1960er Jahren erfolgten Ergänzungen der Straßen im „Schweizer Viertel“ und im „Westfälischen Viertel“, die neue „Thermometersiedlung“, deren Hauptstraßen im Oktober 1969 nach Celsius, Reaumur und Fahrenheit, den Namensgebern von Temperatureinteilungen, benannt wurden.
Im Juni und September 2000 entstanden neue Straßen im „Schweizer Viertel“ und auf der Fläche des Kasernengeländes der ehemaligen US-Streitkräfte in Berlin. Die bislang letzte Benennung (Stand Ende 2014) erfolgte 2010 mit dem Eugen-Gerstenmaier-Platz, einem bis dahin namenlosen Vorplatz des S-Bahnhofs Botanischer Garten. Die Benennungsaktion führte auch in anderen Ortsteilen zu einer Namensvergabe von platzartigen Erweiterungen. Die Liste weist per März 2015 insgesamt 316 Straßen und Plätze in Lichterfelde aus.

## Übersicht der Straßen und Plätze
Die nachfolgende Tabelle gibt eine Übersicht über die vorhandenen Straßen und Plätze im Ortsteil sowie einige dazugehörige Informationen.
- Name/Lage: aktuelle Bezeichnung der Straße oder des Platzes. Über den Link Lage kann die Straße oder der Platz auf verschiedenen Kartendiensten angezeigt werden. Die Geoposition gibt die Lage der ungefähren Mitte der Straßenlänge an.
- Im amtlichen Straßenverzeichnis nicht aufgeführte Verkehrswege sind mit * gekennzeichnet.
- Ehemalige oder nicht mehr gültige Straßennamen sind kursiv gesetzt. Für bedeutende ehemalige Straßen oder historische Straßennamen ist gegebenenfalls eine gesonderte Liste vorhanden.
- Länge/Maße in Metern:
Die in der Übersicht enthaltenen Längenangaben sind  gerundete Übersichtswerte, die in Google Earth mit dem dortigen Maßstab ermittelt wurden. Sie dienen Vergleichszwecken und werden, sofern amtliche Werte bekannt sind, ausgetauscht und gesondert gekennzeichnet.
Bei Plätzen sind die Maße in der Form a × b für rechteckige Anlagen und für (ungefähr) dreieckige Anlagen als a × b × c mit a als längster Seite angegeben.
Sofern die Straße auch in benachbarte Ortsteile weiterführt, gibt der Zusatz ‚im Ortsteil‘ an, wie lang der Straßenabschnitt innerhalb des Ortsteils dieses Artikels ist.
- Namensherkunft: Ursprung oder Bezug des Namens.
- Anmerkungen: weitere Informationen über anliegende Baudenkmale oder Institutionen, die Geschichte der Straße und historische Bezeichnungen.
- Bild: Foto der Straße oder eines anliegenden Objektes.

| Name/Lage                          | Länge/Maße (in Metern)                                                                 | Namensherkunft | Datum der Benennung  | Anmerkungen | Bild                                                                                       |
| ---------------------------------- | -------------------------------------------------------------------------------------- | --- | -------------------- | --- | ------------------------------------------------------------------------------------------ |
| Aarauer Straße (Lage)              | 0370                                                                                   | Aarau, Stadt in der Schweiz | 29. Jan. 1937        | Sie entstand als Straße 217 des Bebauungsplans und führt von der Züricher Straße bis zum Osteweg. Wie alle Straßen mit einem Städtenamen aus der Schweiz gehört sie zum Schweizer Viertel. In ihr befinden sich überwiegend Einfamilienhäuser gleichen Baustils sowie vier gleiche Zweifamilienhäuser. Am Ende der Straße gibt es nach Bombeneinschlag im 2. Weltkrieg einen unpassenden Neubau sowie ein als Bungalow wieder aufgebautes Siedlungshaus. In der Straße wohnen u. a. Johannes Wendt, Manfred Günther sowie ein Schweizer Historiker aus Aarau, der zu gegebenen Anlässen im Vorgarten Fahnen hisst. | Aarauer Straße                                                                             |
| Aarberger Straße (Lage)            | 0100                                                                                   | Aarberg, Stadt in der Schweiz | 3. Okt. 1908         | Die Straße im Schweizer Viertel wurde als Straße 21 des Bebauungsplans angelegt. Sie geht vom Ruthnerweg ab. | Aarberger Straße                                                                           |
| Achenseeweg (Lage)                 | 0960                                                                                   | Achensee, See in Tirol | 17. Mai 1930         | Die ersten Namen nach Bebauungsplan lauteten Straße 55, Straße 56 und Straße 61. Der Achenseeweg ist eine ruhige Wohnstraße, überwiegend mit großzügigen Einfamilienhäusern bebaut. Sie führt von der Hildburghauser Straße bis zum Jenbacher Weg. | Achenseeweg                                                                                |
| Adolf-Martens-Straße (Lage)        | 0400                                                                                   | Adolf Martens (1850–1914), Werkstoffkundler und Materialprüfer | 10. Nov. 1971        | Die Straße war vor 1893 als Fontanestraße angelegt worden. Sie geht zunächst südwärts von Unter den Eichen ab, macht nach rund 140 Metern einen Knick und führt dann ostwärts bis zur Knesebeckstraße. Siehe auch: Haus Nr. 14 | Adolf-Martens-Straße                                                                       |
| Ahlener Weg (Lage)                 | 0270                                                                                   | Ahlen, Stadt in Nordrhein-Westfalen | 1. Juli 1964         | Als Straße 520 des Bebauungsplans angelegt, verbindet der Weg die Lippstädter Straße mit der Stadtgrenze zu Teltow. Die Verlängerung zur Lippstädter Straße wurde am 1. Mai 1980 einbezogen. | Ahlener Weg                                                                                |
| Akazienstraße (Lage)               | 0080                                                                                   | Akazien, Baumart | 15. Sep. 1879        | Sie ist eine Stichstraße südlich der Morgensternstraße. | Akazienstraße                                                                              |
| Alsterweg (Lage)                   | 1000                                                                                   | Alster, Nebenfluss der Elbe in Schleswig-Holstein und Hamburg | 29. Jan. 1937        | Zuerst Straße 158 des Bebauungsplans, gehörte die Straße zwischen Darser Straße und Goerzallee bis zur Berliner Gebietsreform am 1. April 1938 zu Zehlendorf. | Alsterweg                                                                                  |
| Altdorfer Straße (Lage)            | 1180                                                                                   | Altdorf, Ort in der Schweiz | 3. Okt. 1908         | Vor 1893 bis zur Umbenennung (1908) bereits als Waldstraße angelegt, wurde die Straße 27 bis zur Zehlendorfer Grenze am 31. Dezember 1924 einbezogen, aber am 20. März 1929 in Hochbaumstraße umbenannt. Am 4. April 1934 wurden die Brienzer Straße und der bei der Umbenennung 1908 verbliebene Abschnitt der Waldstraße in die Altdorfer Straße einbezogen. Am 13. Oktober 2004 wurde der auf dem einstigen Gelände der Andrews-Kaserne wieder angelegte Straßenteil zwischen Glarner und Baseler Straße dem öffentlichen Verkehr übergeben. | Altdorfer Straße                                                                           |
| Altenauer Weg (Lage)               | 0160                                                                                   | Altenau, Bergstadt in Niedersachsen | 20. Juli 1960        | Die vor 1893 angelegte Lutherstraße wurde 1960 umbenannt; sie liegt östlich der Heinersdorfer Straße als Sackgasse. | Altenauer Weg                                                                              |
| Altensteinstraße (Lage)            | 1500 nur SO-Seite                                                                      | Karl vom Stein zum Altenstein (1770–1840), preußischer Politiker | 2. Mai 1905          | 1901 wurde die Straße als Altensteinallee angelegt und durch die Kommission zur Aufteilung der Domäne Dahlem 1902 weiter ausgebaut und 1911 fertiggestellt. Seit der Berliner Gebietsreform zum 1. April 1938 gehörte die Südseite der Straße mit den geraden Hausnummern zu Lichterfelde. Sie verbindet die Königin-Luise-Straße mit der Habelschwerdter Allee und bildet die Grenze zum Ortsteil Dahlem. Im Haus Nr. 48 lebte von 1928 bis 1944 der Nobelpreisträger Otto Hahn, worauf eine Gedenktafel am Haus hinweist. An der Straße liegt der Botanische Garten, dessen Mitbegründer Adolf Engler im Haus Nr. 2 lebte. | Altensteinstraße                                                                           |
| Am Fichtenberg (Lage)              | 0280 (im Ortsteil)                                                                     | Fichtenberg, Erhebung im Nachbarortsteil Steglitz | 20. Okt. 1913        | Die Bezeichnungen nach Bebauungsplan waren Straße 1, Straße 4 und Straße 5. Zu Lichterfelde gehört die Südwestseite der Straße mit den Hausnummern 17–25. Die Straße und die östlichen Grundstücke gehören zu Steglitz. | Am Fichtenberg                                                                             |
| Am Karpfenpfuhl (Lage)             | 0300                                                                                   | alter Flurname, bezugnehmend auf einen ehemaligen Karpfenteich | 1928                 | Die 1921 angelegte Straße 140 des Bebauungsplans liegt zwischen Schottmüller- und Gütlingstraße und gehörte bis zur Berliner Gebietsreform am 1. April 1938 zu Zehlendorf. | Am Karpfenpfuhl                                                                            |
| Am Pfarracker (Lage)               | 0600                                                                                   | ehemalige landwirtschaftliche Nutzfläche, die dem jeweiligen Pfarrer zur Verfügung stand | 31. Dez. 1924        | Als Straße 1 des Bebauungsplans eingerichtet, gehörte die Straße zum Zeitpunkt der Benennung zum Gelände des „Gemeinnützigen Bauvereins Kriegerheim“, in Lichterfelde (Ost) befanden sich die Parzellen 29 bis 52, die vorherigen zählten zu Steglitz. Sie liegt zwischen Brauerplatz und Hildburghauser Straße. | Am Pfarracker                                                                              |
| Am Pfuhl (Lage)                    | 0340                                                                                   | früher hier vorhandener „Stangenpfuhl“ | 31. Dez. 1924        | Zuerst Straße 4 des Bebauungsplans, ihre Verlängerung wurde am 17. Mai 1930 in den Namen einbezogen. | Am Pfuhl                                                                                   |
| Am Stichkanal (Lage)               | 1350                                                                                   | Zehlendorfer Stichkanal | 1. Jan. 1972         | Die Straße 537 des Bebauungsplans wurde unter Einbeziehung der zur Goerzallee führenden Straße 1972 benannt. An der Straße befinden sich Industriebetriebe, einige Kleingartenanlagen und die Zeiss-Siedlung, eine 1918 errichtete Werksiedlung für die Beschäftigten des Goerzwerks, das 1926 von Zeiss übernommen wurde. Der Verkehrsweg Am Stichkanal erschließt eine Halbinsel, die der Stichkanal zusammen mit dem Teltowkanal bildet, hier lag der Teltower See. | Am Stichkanal                                                                              |
| An der Schäferei (Lage)            | 0190                                                                                   | Schäferei des früheren Rittergutes Giesensdorf | 9. März 1925         | Als Straße 77 eingerichtet, wurde sie nach 1911 als Neue Straße benannt und 1925 umbenannt. | An der Schäferei                                                                           |
| Anna-Mackenroth-Weg (Lage)         | 0230                                                                                   | Anna Mackenroth (1861–1936), Schweizer Juristin | 25. Sep. 2000        | Die Privatstraße im „Schweizer Viertel“ liegt zwischen Altdorfer und Lausanner Straße. | Anna-Mackenroth-Weg                                                                        |
| Appenzeller Straße (Lage)          | 0220                                                                                   | Appenzell, Ort in der Schweiz | 3. Okt. 1908         | Als Straße 23 eingerichtet, liegt sie im „Schweizer Viertel“ zwischen Thuner Platz und Goerzallee. | Appenzeller Straße                                                                         |
| Asternplatz (Lage)                 | 0150 × 60                                                                              | Astern, Pflanzengattung | 6. Okt. 1908         | Er wurde als Platz A des Bebauungsplans zu beiden Seiten der Straße Unter den Eichen eingerichtet. Die Limonenstraße, Enzianstraße und Tulpenstraße münden in ihn. | Asternplatz                                                                                |
| Augustaplatz (Lage)                | 0100 (kreisförmig)                                                                     | Augusta von Sachsen-Weimar-Eisenach (1811–1890), Deutsche Kaiserin und Königin von Preußen                                                                                                   | vor 1878             | Die Augustastraße mündet an zwei Seiten, wobei der Straßenverlauf abgewinkelt ist. Die Manteuffel-, Viktoria- und Memlingstraße münden ebenfalls auf den Platz. In den ehemaligen Gebäuden der Gardeschützenkaserne, die vom Bundesnachrichtendienst genutzt werden, befindet sich der Polizeiabschnitt 45. | Augustaplatz · Augustaplatz Abschnitt 45                                                   |
| Augustastraße (Lage)               | 0960                                                                                   | Augusta von Sachsen-Weimar-Eisenach (1811–1890), Deutsche Kaiserin und Königin von Preußen                                                                                                   | vor 1878             | Die Straße liegt zwischen Hindenburgdamm und Drakestraße und verläuft im stumpfen Winkel abbiegend über den Augustaplatz. | Augustastraße                                                                              |
| Auguststraße (Lage)                | 0300                                                                                   | August von Preußen (1779–1843), preußischer Prinz und General | vor 1893             | Die Straße liegt zwischen Jägerstraße und Oskar-Lange-Platz. | Auguststraße                                                                               |
| Bahnhofstraße (Lage)               | 0640                                                                                   | nach dem Bahnhof Lichterfelde Ost | 1866                 | Die Straße zwischen Jungfernstieg und Ostpreußendamm wurde schon zwei Jahre vor der Eröffnung des Bahnhofs angelegt, da der „Terrain-Spekulant“ Carstenn als Kolonisator im südlichen Berlin bestrebt war, die hiesige Villenkolonie vordringlich an das Bahnnetz anzubinden. Der Bahnhof Lichterfelde-Ost liegt in einem Teil des Jungfernstiegs. | Bahnhofstraße                                                                              |
| Bäkestraße (Lage)                  | 0450                                                                                   | Bäke, zum Zeitpunkt der Benennung ein Bach, der von der Straße überbrückt wurde. Seit dem Bau des Teltowkanals (1906) existiert nur noch ein kleiner Rest in Steglitz.                       | vor 1893             | Sie liegt zwischen Ostpreußendamm und Hindenburgdamm und verbindet über die Bäkebrücke die beiden Ufer des Teltowkanals. Im 1884 erbauten Haus Nr. 8 (damals noch Bahnhofstr. 23) war bis 1937 eine Bäckerei. | Bäkestraße                                                                                 |
| Bansiner Weg (Lage)                | 0120                                                                                   | Bansin, Ostseebad in Mecklenburg-Vorpommern | 29. Jan. 1937        | Zuerst Straße 162 des Bebauungsplans, gehörte sie bis zur Berliner Gebietsreform am 1. April 1938 zu Zehlendorf. | Bansiner Weg                                                                               |
| Barnackufer (Lage)                 | 0600                                                                                   | Oskar Barnack (1879–1936), Konstrukteur der Leica Camera | 10. Juni 1961        | Am östlichen Rand des Hafens Lichterfelde (oberes Bild, 1906) wurde sie bis 1907 oder um 1911 als Hafenstraße angelegt und 1920 in Am Hafen umbenannt. Sie führte bis 1961 fast geradlinig und parallel zum Teltowkanal am Hafen vorbei. Der südliche Teil wurde entwidmet, dort steht das 1972 in Betrieb gegangene Heizkraftwerk Lichterfelde. Eine ehemalige Querstraße (nach Bebauungsplan Straße H) wurde in das Barnackufer einbezogen. Am anderen Ende wurde sie von Norden, heute die Rückseite einer Tankstelle, nach Osten verschwenkt. Inzwischen führt die Straße im Bogen von und zur Giesensdorfer Straße und ist von Gewerbe und einigen Industriebauten dominiert, nur an der Ecke Giesensdorfer Straße gibt es einen Wohnblock. | Hafen Lichterfelde 1906 · Barnackufer                                                      |
| Baseler Straße (Lage)              | 2150                                                                                   | Basel, Stadt in der Schweiz | 3. Okt. 1908         | Die Straße wurde bereits vor 1878 als Karlstraße angelegt. 1908 wurde der südliche Teil zwischen Finckensteinallee und Luzerner Straße umbenannt, um das Jahr 1935 auch der nördliche Abschnitt zwischen Hans-Sachs-Straße und Finckensteinallee am Bahnhof Lichterfelde West. Erwähnenswert waren laut Adressbuch des Jahres 1935 folgende Anlieger: Parzellen 1–4 Polizeihauptmannschaft Steglitz Zehlendorf, Parzellen 5–7 Landesfinanzamt Berlin, die Nummern 12, 12a, 21 und 22 gehörten der Deutschen Reichspost und auf der gegenüberliegenden Straßenseite (ohne Nummer) an der Ecke Finckensteinallee gab es die Kaserne b. Polizeigruppe General Göring. | Baseler Straße 2–4 West-Bazar · Baseler Straße vom Bahnhof aus gesehen                     |
| Bassermannweg (Lage)               | 0420                                                                                   | Albert Bassermann (1867–1952), Schauspieler, Opfer des NS-Regimes | 20. Juli 1960        | Vor 1893 als Mittelstraße angelegt wurde, sie 1904 befestigt, sie liegt zwischen Jungfernstieg und Hartmannstraße. | Bassermannweg                                                                              |
| Beeskowdamm (Lage)                 | 0430 (nur Südseite)                                                                    | Besckow, Name einer Gutsbesitzerfamilie aus Schönow | 24. Okt. 1922        | Zu Lichterfelde gehört die südliche Straßenseite mit den Grundstücken 3–19, östlich geht sie in die Goerzallee über. Das Straßenland und die nördliche Straßenseite gehören zu Zehlendorf. | Beeskowdamm                                                                                |
| Begonienplatz (Lage)               | 0090 × 60                                                                              | Begonien, Pflanzengattung | 6. Okt. 1908         | Er wurde als Platz B des Bebauungsplans angelegt. Der Platz liegt zwischen der Straße Unter den Eichen, Geranienstraße und Tulpenstraße in der Nähe des Botanischen Gartens. | Begonienplatz                                                                              |
| Berner Straße (Lage)               | 0830                                                                                   | Bern, Hauptstadt der Schweiz | 3. Okt. 1906         | Sie liegt im „Schweizer Viertel“ zwischen Finckensteinallee und Rütliplatz, den sie östlich als Stichstraße begrenzt. | Berner Straße                                                                              |
| Billy-Wilder-Promenade (Lage)      | 0460                                                                                   | Billy Wilder (1906–2002), US-amerikanischer Filmregisseur österreichischer Herkunft | 22. Aug. 2007        | Sie liegt zwischen Goerzallee und Osteweg auf vormaligem Kasernen- und Gewerbegebiet, am 28. September 2007 wurde sie feierlich benannt. Hier befindet sich die erhaltene und weitergenutzte ,McNair Chapel’ Kapelle McNair. | Billy-Wilder Promenade mit McNair Chapel                                                   |
| Blanckertzweg (Lage)               | 0290                                                                                   | Heinrich Siegmund Blanckertz (1823–1908), Schreibfederfabrikant | 20. Mai 1937         | Als Straße 9 eingerichtet, liegt sie zwischen Hildburghauser und Osdorfer Straße. | Blanckertzweg                                                                              |
| Blaumeisenweg (Lage)               | 0150                                                                                   | Blaumeise, Vogelart | 31. Dez. 1924        | Als Straße 8 eingerichtet, liegt sie zwischen Am Pfuhl und Schöffenstraße in der Siedlung des ehemaligen „Gemeinnützigen Bauvereins Kriegerheim“. | Blaumeisenweg                                                                              |
| Blochmannstraße (Lage)             | 0560                                                                                   | Rudolf Sigismund Blochmann (1784–1871), Erfinder und Unternehmer | 20. Mai 1937         | Als Straße 10 des Bebauungsplanes eingerichtet, wurde am 20. Mai 1958 ihre inzwischen entstandene Verlängerung einbezogen. | Blochmannstraße                                                                            |
| Blücherstraße (Lage)               | 0470                                                                                   | Gebhard Leberecht von Blücher (1742–1819), preußischer Generalfeldmarschall | 3. März 1893         | Als Straße 28 und Straße 28b wurde sie zwischen Linden- und Feldstraße angelegt. | Blücherstraße                                                                              |
| Bogenstraße (Lage)                 | 0340                                                                                   | bogenförmiger Straßenverlauf | vor 1893             | Diese Straße liegt zwischen Ostpreußendamm (Nord) und Prinzenstraße (Ost) am Bahndamm. | Bogenstraße                                                                                |
| Boninstraße (Lage)                 | 0110                                                                                   | Eduard von Bonin (1793–1865), preußischer General | vor 1893             | Die Straße liegt zwischen Müller- und Feldstraße. Bonin war für zwei Monate Kommandant von Berlin und von 1852 bis 1854 sowie von 1858 bis 1859 preußischer Kriegsminister. | Boninstraße                                                                                |
| Boothstraße (Lage)                 | 0600                                                                                   | John Cornelius Booth (1836–1909), Baumzüchter | vor 1878             | Sie liegt zwischen Jungfernstieg und Ostpreußendamm. Booth beriet ab 1869 Johann Anton Wilhelm von Carstenn, den Gründer der Kolonien Lichterfelde-Ost und -West in gärtnerischen Belangen. In der Nr. 20a befindet sich die äthiopische Botschaft. | Boothstraße · Äthiopische Botschaft                                                        |
| Brahmsstraße (Lage)                | 0520                                                                                   | Johannes Brahms (1833–1897), Komponist | 24. Juli 1908        | Als Straße A eingerichtet, liegt sie zwischen Haydnstraße und Benjamin-Franklin-Klinikum. Der südliche Teil der Straße verläuft auf dem Klinikgelände. | Brahmsstraße · Klinikum Benjamin Franklin                                                  |
| Brauerplatz (Lage)                 | 0070 × 40                                                                              | Brauerei Groß-Lichterfelde | 31. Dez. 1924        | Der Platz liegt entlang der Brauerstraße und von Südost münden Jägerstraße und Am Pfarracker. | Brauerplatz                                                                                |
| Brauerstraße (Lage)                | 0940                                                                                   | Brauerei Groß-Lichterfelde | 15. Sep. 1879        | Bereits vor 1879 verlief hier die Bahnstraße parallel zur Berlin-Anhalter Eisenbahnlinie. Der Abschnitt zwischen Brauerplatz und Hochstraße wurde am 4. November 1935 einbezogen. | Brauerstraße                                                                               |
| Bremer Straße (Lage)               | 0130                                                                                   | Bremen, Stadtstaat und Bundesland | 5. Okt. 1908         | Als Straße 18b eingerichtet, wurden im Jahre 1915 die Fluchtlinien der Bremer Straße zwischen Goerzallee und Hafen Lichterfelde verändert. | Berlin-Lichterfelde Bremer Straße                                                          |
| Briloner Weg (Lage)                | 0200                                                                                   | Brilon, Stadt in Nordrhein-Westfalen | 5. Nov. 1942         | Als Straße 284 eingerichtet, liegt sie als Stichstraße südlich der Schwatlostraße. | Briloner Weg                                                                               |
| Bröndbystraße (Lage)               | 0550                                                                                   | Brøndby, dänische Partnergemeinde des Bezirks Steglitz-Zehlendorf | 1. Juni 1969         | Sie liegt in der Trasse der Straßen 78, 79 und 81 parallel zur Goerzallee ab Wismarer Straße, an der KGA Aegirbad wird sie zum Prettauer Pfad gekehrt. | Bröndbystraße                                                                              |
| Brüderstraße (Lage)                | 0160                                                                                   | Brüder, Gemeinschaft von meist nur Männern, die sich untereinander als Brüder bezeichnen und gemeinsame Interessen verfolgen                                                                 | vor 1878             | Sie liegt zwischen Kadettenweg und Baseler Straße. | Brüderstraße                                                                               |
| Bruno-Walter-Straße (Lage)         | 0220 (im Ortsteil)                                                                     | Bruno Walter (1876–1962), deutsch-österreichischer Dirigent | 15. Sep. 1966        | Sie entstand 1966 aus der bereits vor 1894 angelegten Lankwitzer Blumenstraße und der im Ortsteil liegenden vor 1878 angelegten Gartenstraße. Der nordöstliche Ast der Straße liegt in Lankwitz zum Ortsteil gehörend die Grundstücke 9–18 (fortlaufend). | Bruno-Walter-Straße                                                                        |
| Bürgipfad (Lage)                   | 0230                                                                                   | Jost Bürgi (1552–1632), Schweizer Uhrmacher und Erfinder | 17. Mai 1930         | Als Straße 52 eingerichtet, liegt sie als Stichstraße südlich vom Lichterfelder Ring abgehend. | Bürgipfad                                                                                  |
| Carstennstraße (Lage)              | 1050                                                                                   | Johann Anton Wilhelm von Carstenn (1822–1896), Immobilienunternehmer und Gründer von Lichterfelder Villenkolonien                                                                            | 27. Apr. 1899        | Sie liegt als Hauptverkehrsstraße zwischen Finckensteinallee und Luzerner Straße. | Carstennstraße 58 DRK Präsidiumsgebäude                                                    |
| Celsiusstraße (Lage)               | 0760                                                                                   | Anders Celsius (1701–1744), schwedischer Astronom, Mathematiker und Physiker | 1. Okt. 1969         | Als Straße 531 eingerichtet, ist sie ein Teil der ab 1970 entstandenen Wohnlage „Thermometersiedlung“ im Süden des Ortsteils, deren Hauptstraßen nach den Begründern der Temperaturmessung benannt sind. | Celsiusstraße · Celsiusstraße                                                              |
| Chlumer Straße (Lage)              | 0060                                                                                   | Chlum, Ort in Tschechien und einer der Schauplätze der Schlacht bei Königgrätz | 17. Sep. 1912        | Als Straße 10 eingerichtet, liegt sie zwischen Gardeschützenweg und Neuchateller Straße. Bei den Kampfhandlungen in Chlum am 3. Juli 1866 war das Garde-Schützen-Bataillon aus Lichterfelde beteiligt. | Chlumer Straße                                                                             |
| Churer Zeile (Lage)                | 0100                                                                                   | Chur, Stadt in der Schweiz | 25. Sep. 2000        | Die Privatstraße liegt im „Schweizer Viertel“, gewinkelt zwischen Lausanner Straße und Johanna-Spyri-Weg. | Churer Zeile                                                                               |
| Curtiusstraße (Lage)               | 1430                                                                                   | Ernst Curtius (1814–1896), Archäologe | 8. Aug. 1895         | Die Straße 12a des Bebauungsplans wurde 1895 in Curtiusstraße benannt und 1916 wurde die östliche Verlängerung bis zur Drakestraße einbezogen. Am 31. Juli 1934 kam noch die Rankestraße als westliche Verlängerung der Curtiusstraße hinzu. | Curtiusstraße · Athene-Grundschule                                                         |
| Dahlemer Weg (Lage)                | 3280 (nur Westseite)                                                                   | Dahlem, Nachbarortsteil von Lichterfelde | um 1892              | Die Straße wurde um 1892 als Verbindungsweg zwischen Dorf Dahlem und dem Ort Teltow angelegt. Ein Teil des Wegs nach Dahlem wurde 1907 in Cecilienstraße und 1909 in Cecilienallee umbenannt, ein weiterer Abschnitt 1949 in Thielallee. Die Straße diente früher auch als Verbindung zwischen Gut Schönow und Dahlem. Der Dahlemer Weg bildet auf seiner ganzen Länge die Grenze zwischen den Ortsteilen Lichterfelde und Zehlendorf. Entlang der Straße verläuft ein Eisenbahngleis der Goerzbahn für den Güterverkehr. | Dahlemer Weg · Berlin-Lichterfelde Dahlemer Weg                                            |
| Darser Straße (Lage)               | 0510                                                                                   | Darß, Halbinsel an der Ostsee in Mecklenburg-Vorpommern | 29. Jan. 1937        | Als Straße 159 des Bebauungsplans angelegt, erhielt sie ihren Namen in der NS-Zeit mit der Falschschreibung ohne „ß“. Sollte die Senatsverwaltung das korrigieren wollen, so gäbe es eine namensgleiche Straße in der Stadtrandsiedlung Malchow. Am 1. Juni 2000 wurde der Verkehrsweg bis zur neu eingerichteten McNair-Promenade verlängert. | Darser Straße                                                                              |
| Devrientweg (Lage)                 | 0330                                                                                   | Ludwig Devrient (1784–1832), Schauspieler | 20. März 1929        | Die vorherigen Namen waren Parkstraße II (vor 1893 bis vor 1901) und Hobrechtstraße (1895–1929). Er verbindet Ostpreußendamm und Marienstraße. | Devrientweg                                                                                |
| Dollartstraße (Lage)               | 0300                                                                                   | Dollart, Bucht der Nordsee bei Emden | 29. Jan. 1937        | Als Straße 152 des Bebauungsplanes eingerichtet, liegt sie zwischen Seehofstraße und Dahlemer Weg, bis zur Berliner Gebietsreform am 1. April 1938 gehörte die Straße zu Zehlendorf. | Dollartstraße                                                                              |
| Dorstener Straße (Lage)            | 0110                                                                                   | Dorsten, Stadt in Nordrhein-Westfalen | 4. Aug. 1930         | Als Straße 20 eingerichtet, liegt sie zwischen Schöppinger Straße und Ostpreußendamm. | Dorstener Straße                                                                           |
| Draisweg (Lage)                    | 0180                                                                                   | Karl Drais (1785–1851), Erfinder | 3. Nov. 1938         | Als Straße 265 eingerichtet, liegt sie zwischen Resselsteig und Scheelestraße. | Draisweg                                                                                   |
| Drakestraße (Lage)                 | 1920                                                                                   | Friedrich Drake (1805–1882), Bildhauer | 1866                 | Die Straße wurde schon 1866 bei der Errichtung der Villenkolonie durch Carstenn als Hauptstraße angelegt. Um den S-Bahnhof Lichterfelde West gibt es ein Einkaufszentrum mit kleinen Läden, im weiteren Verlauf ist die Drakestraße eine Durchgangsstraße mit Stadtvillen. Im Haus 64a befindet sich das Heimatmuseum Steglitz. | Drakestraße                                                                                |
| Drei-Zinnen-Weg (Lage)             | 0460                                                                                   | Drei Zinnen, Gebirgsstock in Südtirol | 1. Juli 1979         | Er verläuft als Sackgasse südlich vom Lichterfelder Weg abgehend ins Gewerbegebiet. | Drei-Zinnen-Weg                                                                            |
| Dürerstraße (Lage)                 | 0980                                                                                   | Albrecht Dürer (1471–1528), Maler und Grafiker | vor 1893             | Sie liegt zwischen Hindenburgdamm und Drakestraße. | Dürerstraße                                                                                |
| Eduard-Spranger-Promenade (Lage)   | 0910                                                                                   | Eduard Spranger (1882–1963), Philosoph, Pädagoge und Psychologe | 13. Mai 1964         | Die Benennung des früheren Uferweges am Teltowkanal zwischen Königsberger und Krahmerstraße ist ein interner Beschluss der Bezirksverordnetenversammlung Steglitz. | Eduard-Spranger-Promenade                                                                  |
| Elisabeth-Feller-Weg (Lage)        | 0240                                                                                   | Elisabeth Feller (1910–1973), Schweizer Unternehmerin und Kunstmäzenin | 25. Sep. 2000        | Die Privatstraße liegt im „Schweizer Viertel“ zwischen Altdorfer und Lausanner Straße. | Elisabeth-Feller-Weg                                                                       |
| Ellen-Widmann-Pfad (Lage)          | 0100                                                                                   | Ellen Widmann (1894–1985), Schweizer Schauspielerin | 25. Sep. 2000        | Die Privatstraße liegt im „Schweizer Viertel“ östlich von der Glarner Straße abgehend. | Berlin-Lichterfelde Ellen-Widmann-Pfad                                                     |
| Elmshorner Straße (Lage)           | 0650                                                                                   | Elmshorn, Stadt in Schleswig-Holstein | 29. Jan. 1937        | Als Straße 144 eingerichtet, wurde am 20. Juli 1960 die Straße 150 einbezogen. Bis zur Berliner Gebietsreform am 1. April 1938 gehörte die Straße zu Zehlendorf. | Elmshorner Straße                                                                          |
| Engadiner Weg (Lage)               | 0220                                                                                   | Engadin, Hochtal in der Schweiz | 13. Mai 1957         | Der vorherige Name war Lübecker Straße (1908–1957), der mit der Straße 510 des Bebauungsplans zusammengeführt wurde. | Berlin-Lichterfelde Engadiner Weg                                                          |
| Engelberger Straße (Lage)          | 0120                                                                                   | Engelberg, Ort in der Schweiz | 3. Okt. 1908         | Als Straße 22 eingerichteter Fußweg liegt die Engelberger Str. im „Schweizer Viertel“ zwischen Luzerner Straße und Ruthnerweg. | Engelberger Straße                                                                         |
| Enzianstraße (Lage)                | 0230                                                                                   | Enziane, Pflanzengattung | 6. Okt. 1908         | Der erste Name nach Bebauungsplan lautete Straße 14. Sie liegt zwischen Asternplatz und Gardeschützenweg, wo sie in die Moltkestraße übergeht. Hier befindet sich der S-Bahnhof Botanischer Garten. | Enzianstraße                                                                               |
| Eugen-Gerstenmaier-Platz           | 0040 × 40                                                                              | Eugen Gerstenmaier (1906–1986), Theologe und Politiker | 25. Sep. 2010        | Der Platz liegt vor dem S-Bahnhof Botanischer Garten. | Eugen-Gerstenmaier-Platz                                                                   |
| Fabeckstraße (Lage)                | 0420 (im Ortsteil)                                                                     | Hugo von Fabeck (1828–1870), preußischer Major und Kommandeur des Garde-Schützen-Bataillons                                                                                                  | 1924                 | Die historische Dahlemer Straße wurde ab 1903 von der „Kommission zur Aufteilung der Domäne Dahlem“ ausgebaut und 1905 in Dahlem und dann 1924 in Lichterfelde in Fabeckstraße umbenannt. Sie liegt zwischen Königin-Luise-Straße in Dahlem und der Straße Unter den Eichen. Der Abschnitt nördlich der Altensteinstraße gehört zu Dahlem. Die Straße erhielt um 1905 auf Wunsch des Kaisers einen Reitweg, der vor allem für die Gardeschützen auf dem Weg von ihrer Kaserne in Lichterfelde in den Grunewald gedacht war. Der Abschnitt zwischen Unter den Eichen und dem Dorfanger Lichterfelde existierte noch bis 1936 als Dahlemer Straße und erhielt dann den Namen Tietzenweg. | Fabeckstraße Eingang US-Military-Hospital · Fabeckstraße Bundesanstalt für Materialprüfung |
| Fahrenheitstraße (Lage)            | 0400                                                                                   | Daniel Gabriel Fahrenheit (1686–1736), Physiker | 1. Okt. 1969         | Als Straße 532 angelegt, liegt sie in der ab 1970 entstandenen Wohnlage „Thermometersiedlung“, deren Hauptstraßen nach den Begründern der Temperaturmessung benannt wurden. | Fahrenheitstraße                                                                           |
| Feldstraße (Lage)                  | 0600                                                                                   | Weg zu den Giesensdorfer Feldern | 15. Mai 1879         | Der vorherige Name war Bismarckstraße (nach 1871–1879). Die Feldstraße war früher ein Feldweg, im Volksmund Grüner Weg genannt, der zu den Äckern der Giesensdorfer Bauern führte. Historische Fotos der Straße sind im Internet verfügbar. | Feldstraße                                                                                 |
| Ferdinandstraße (Lage)             | 0600                                                                                   | Ferdinand, männlicher Vorname | vor 1878             | Sie liegt zwischen Lange und Lankwitzer Straße. | Ferdinandstraße                                                                            |
| Finckensteinallee (Lage)           | 2020                                                                                   | Karl Wilhelm von Finckenstein (1714–1800), preußischer Minister | 9. Juni 1933         | Die Straße wurde vor 1878 als Zehlendorfer Straße angelegt und 1933 umbenannt. Erwähnenswert ist hier die denkmalgeschützte Schwimmhalle in der Finckensteinallee 73, die in den Jahren 1937/1938 gebaut und nach umfassender Sanierung im August 2014 der Öffentlichkeit übergeben wurde. Außerdem hatte es in der Zeit der Kadettenanstalt auf der Fläche je eine katholische und evangelische Kirche gegeben. | Kadettenanstalt · Finckensteinallee                                                        |
| Flotowstraße (Lage)                | 0130                                                                                   | Friedrich von Flotow (1812–1883), Komponist | 24. Juli 1908        | Als Straße C eingerichtet, liegt sie im „Komponistenviertel“ zwischen Hindenburgdamm und Undinestraße. | Flotowstraße                                                                               |
| Floyd-L.-Parks-Weg (Lage)          | 0180                                                                                   | Floyd L. Parks, US-amerikanischer General und 1945 Mitglied der ersten Alliierten Kommandantur von Berlin                                                                                    | 25. Sep. 2000        | Die Privatstraße liegt auf dem Gelände der ehemaligen McNair-Kaserne. | Berlin-Lichterfelde Floyd-L.-Parks-Weg                                                     |
| Frank-L.-Howley-Weg (Lage)         | 0420                                                                                   | Frank L. Howley (1903–1993), US-amerikanischer General und Stadtkommandant in Berlin | 25. Sep. 2000        | Die Privatstraße liegt auf dem Gelände der ehemaligen McNair-Kaserne. | Frank-L.-Howley-Weg                                                                        |
| Frauenstraße (Lage)                | 0190                                                                                   | ehemalige Heime für Frauen in der nahe gelegenen Bismarckstraße | vor 1893             | Sie liegt zwischen Königsberger und Schillerstraße. | Frauenstraße                                                                               |
| Freiwaldauer Weg (Lage)            | 0490                                                                                   | Freiwaldau, seit 1945 Jeseník, Stadt in Tschechien | 13. Juli 1934        | Der vorherige Name war Arndtstraße (1905–1934). Er verbindet die Curtiusstraße (Nordwest) mit der Geibelstraße (Südost). | Freiwaldauer Weg                                                                           |
| Friedrichstraße (Lage)             | 0480                                                                                   | Friedrich III. (1831–1888), Deutscher Kaiser | vor 1893             | Sie liegt zwischen Baseler Straße und Jägerndorfer Zeile, dabei zwischen Jägerndorfer und Köhlerstraße nur als Fuß- und Fahrweg. | Friedrichstraße                                                                            |
| Fügener Weg (Lage)                 | 0420                                                                                   | Fügen, Ort in Tirol | 17. Mai 1930         | Als Straßen 66 und 66a des Bebauungsplanes angelegte Verkehrswege. | Fügener Weg                                                                                |
| Fürstenstraße (Lage)               | 0700                                                                                   | Fürst, hoher Adelstitel | vor 1893             | Am 23. Januar 1931 wurde ein Teil der Fürstenstraße zwischen Linden- und Schwatlostraße in Wiedenbrücker Weg umbenannt. Sie verläuft von der Lindenstraße bis zum Holtheimer Weg. Hier befindet sich der westliche Zugang zum S-Bahnhof Lichterfelde-Süd. | S-Bahnhof Lichterfelde-Süd · Fürstenstraße                                                 |
| Gardeschützenweg (Lage)            | 1450                                                                                   | von 1884 bis 1918 hier stationiertes Garde-Schützen-Bataillon | 4. Nov. 1935         | Der vorherige Name war Steglitzer Straße (vor 1893–1935). Er verläuft als Verlängerung der Gélieustraße vom Hindenburgdamm zur Drakestraße. Die hier vorhandene Gardeschützenkaserne wurde bis 1920 vom Garde-Schützen-Bataillon benutzt. Danach diente sie der Berliner Polizei, während der Zeit des Nationalsozialismus war sie eine Heeresfeuerwerkerschule. Am 3. Juli 1945 beschlagnahmte die US-Armee das Areal und nutzte es unter dem Namen Roosevelt Barracks als Kaserne. Sie war von 1950 bis 1958 Sitz des 6941st Guard Battalion, einer aus Deutschen bestehenden Wach-Einheit. Ab 1991 wurde das Gebäude von der Bundeswehr benutzt, die es schließlich 2003 an den Bundesnachrichtendienst übergab, der das Gebäude seitdem nutzt. | Gardeschützenweg · Gardeschützen-Kaserne                                                   |
| Gärtnerstraße (Lage)               | 0680 (nur Westseite)                                                                   | Gärtner, Berufsbezeichnung | 15. Sep. 1879        | Die Ostseite der Straße zwischen Ostpreußendamm und Jungfernstieg gehört zu Lankwitz, die Straße selbst liegt im Ortsteil. | Gärtnerstraße                                                                              |
| Geibelstraße (Lage)                | 0450                                                                                   | Emanuel Geibel (1815–1884), Dichter und Übersetzer | 8. Aug. 1895         | Eingerichtet als Straße 12, wurde 1934 der Abschnitt zwischen Friedrich- und Curtiusstraße in Jägerndorfer Zeile umbenannt. | Geibelstraße                                                                               |
| Geitnerweg (Lage)                  | 0580                                                                                   | Ernst August Geitner (1783–1852), Chemiker, Arzt, Botaniker und Erfinder | 17. Mai 1930         | Als Straße 68 eingerichtet, liegt sie zwischen Kolonie- und Kaiserstraße. | Geitnerweg                                                                                 |
| Gélieustraße (Lage)                | 0250                                                                                   | Bernhard von Gélieu (1828–1907), preußischer General | 5. Mai 1914          | Die vormals hier liegende Schützenstraße wurde in Lichterfelde 1914 in Gélieustraße umbenannt, in Steglitz verblieb der Name. | Arbeitsamt in der Gélieustraße                                                             |
| Genfer Weg (Lage)                  | 0140                                                                                   | Genf, Stadt in der Schweiz | 9. Aug. 1929         | Der vorherige Name war Genfer Straße (1908–1929). | Genfer Weg                                                                                 |
| Georgenstraße (Lage)               | 0110                                                                                   | Georg, männlicher Vorname | vor 1901             | Sie liegt zwischen Zerbster und Mariannenstraße. | Berlin-Lichterfelde Georgenstraße                                                          |
| Geraer Straße (Lage)               | 0710 (im Ortsteil)                                                                     | Gera, Stadt in Thüringen | 28. Aug. 1917        | Der östliche Teil der Straße verläuft in Lankwitz. Die Grundstücke 2–50 (gerade) und 3–47b gehören zu Lichterfelde. | Geraer Straße                                                                              |
| Geranienstraße (Lage)              | 0310                                                                                   | Geranien, Pflanzengattung | 6. Okt. 1908         | Sie entstand als Straße 9 des Bebauungsplans. Die Geranienstraße unweit vom Botanischen Garten verläuft zwischen Hindenburgdamm und Begonienplatz und geht in die Tulpenstraße über. | Geranienstraße                                                                             |
| Gerberpfad (Lage)                  | 0300                                                                                   | Heinrich Gerber (1832–1912), Bauingenieur und Erfinder | 20. Mai 1937         | Er liegt zwischen Blanckertz- und Woltmannweg. | Gerberpfad                                                                                 |
| Gersauer Weg (Lage)                | 0130                                                                                   | Gersau, Ort in der Schweiz | 15. Dez. 1930        | Als Straße 15 eingerichtet, liegt sie zwischen Finckensteinallee und Kornmesserstraße. | Berlin-Lichterfelde Gersauer Weg                                                           |
| Giesensdorfer Straße (Lage)        | 0720                                                                                   | Giesensdorf, ehemaliges Dorf und Rittergut, 1878 in Lichterfelde aufgegangen | vor 1878             | Hier verlief der alte Verbindungsweg nach Giesensdorf. Gemeinsam mit der Wilhelmstraße wurde am 1. Dezember 1964 der Abschnitt bis zum Hindenburgdamm umbenannt. Die Straße liegt zwischen Königsberger Straße und Ostpreußendamm. | Giesensdorfer Straße                                                                       |
| Glandzeile (Lage)                  | 0100                                                                                   | Gland, Ort in der Schweiz | 25. Sep. 2000        | Als Privatstraße liegt sie im „Schweizer Viertel“ zwischen Lausanner Straße und Ruthnerweg. | Glandzeile                                                                                 |
| Glarner Straße (Lage)              | 0250                                                                                   | Glarner Alpen, Gebirgsgruppe in der Schweiz | 1. Okt. 2000         | Die Straße wurde auf dem Gelände der ehemaligen Andrews-Kaserne zwischen Thekla- und Lausanner Straße angelegt und am 4. November 2004 dem öffentlichen Verkehr übergeben. | Glarner Straße                                                                             |
| Glauberstraße (Lage)               | 0350                                                                                   | Johann Rudolph Glauber (1604–1670), Apotheker und Chemiker | 9. Aug. 1929         | Als Straße 72 eingerichtet, liegt sie zwischen der KGA „Südpark“ an der Scheelestraße und der Hildburghauser Straße, wobei seit um 1960 das letzte Stück vor der Hildburghauser Straße nur noch als Fuß- und Radweg besteht. | Glauberstraße                                                                              |
| Goerzallee (Lage)                  | 3500                                                                                   | Carl Paul Goerz (1854–1923), Gründer der Optischen Anstalt Goerz, später Teil von Zeiss Ikon                                                                                                 | 16. Jan. 1925        | Sie wurde auf damaligem Zehlendorfer Gebiet vor 1925 angelegt. Mit der Berliner Gebietsreform am 1. April 1938 kam die gesamte Straße zum Verwaltungsbezirk Steglitz. Die Teltower Straße in Lichterfelde wurde am 27. März 1939 einbezogen, so ist die Goerzallee die längste Straße im Ortsteil. Das Südwest-Ende ist durch Industrie (Assa Abloy/IKON) geprägt, am mittleren Bereich liegt das denkmalgeschützte ehemalige Telefunkenwerk Zehlendorf (nach 1945 US-Kaserne McNair Barracks, heute Wohngebäude). Das nordöstlich davon liegende Schweizer Viertel zwischen Goerzallee und Baseler Straße wurde nach Abzug der Alliierten erweitert. | Goerzallee Schweizer Viertel · IKON-Werk (Assa Abloy) an der Goerzallee                    |
| Goethestraße (Lage)                | 0550                                                                                   | Johann Wolfgang von Goethe (1749–1832), Dichter | vor 1878             | Sie liegt zwischen Königsberger Straße und Ostpreußendamm. Hier befinden sich das ehemalige Rathaus Lichterfelde und die Feuerwache. | Ehemaliges Rathaus Lichterfelde · Rathausklause                                            |
| Grabenstraße (Lage)                | 0890                                                                                   | früher hier verlaufender Königsgraben | 15. Sep. 1879        | Die Grabenstraße entstand durch Zusammenlegung von Teilen der Ringstraße und der Lorenzstraße. Die übrigen Straßenabschnitte sind mit diesen Namen erhalten geblieben. Sie verläuft bogenförmig entsprechend dem ursprünglichen Verlauf des früheren Königsgrabens von der Jägerstraße (Nord) zur Heimkehlenstraße (Südost). | Grabenstraße                                                                               |
| Gräfenberger Weg (Lage)            | 0260                                                                                   | Bad Gräfenberg, seit 1945 Ortsteil von Jeseník in Tschechien | 13. Juli 1934        | Der vorherige Name war Humboldtstraße (vor 1925–1934). Der Weg verbindet die Curtiusstraße über den Jägerndorfer Weg hinweg mit der Weißwasserstraße. | Gräfenberger Weg                                                                           |
| Gronauer Weg (Lage)                | 0170                                                                                   | Gronau, Stadt in Nordrhein-Westfalen | 1. Juli 1964         | Als Straße 522 eingerichtet, liegt sie als Stichstraße vom Westfalenring nach Südwesten abgehend und gehört zum „Westfälischen Viertel“. | Berlin-Lichterfelde Gronauer Weg                                                           |
| Großbeerenstraße (Lage)            | 0220                                                                                   | Schlacht bei Großbeeren | vor 1893             | Sie liegt zwischen Woltmannweg und Saaleckplatz; im Gegensatz zu gleichnamigen Straßen in anderen Ortsteilen war sie kein Verbindungsweg nach Großbeeren. | Großbeerenstraße                                                                           |
| Gütlingstraße (Lage)               | 0250                                                                                   | Gottfried Gütling, im 19. Jahrhundert Dorfschulze in Schönow | 14. Sep. 1927        | Als Straße 141 eingerichtet, gehörte sie bis zur Berliner Gebietsreform am 1. April 1938 zu Zehlendorf. Sie verläuft von der Hochbaumstraße (Nr. 1) bis Am Karpfenpfuhl und umfasst 18 Parzellen, in Zickzackform nummeriert. | Gütlingstraße                                                                              |
| Habelschwerdter Allee (Lage)       | 0070 (im Ortsteil)                                                                     | Habelschwerdt, Stadt in Niederschlesien, seit 1945 Bystrzyca Kłodzka in Polen | 13. Juli 1937        | Die Straße wurde als Werderstraße um die Wende zum 20. Jahrhundert in mehreren Bauabschnitten angelegt und führt als nördliche Verlängerung der Drakestraße zur Thielallee. In Lichterfelde liegt nur die Hausnummer 1; der größte Teil der Straße verläuft in Dahlem. | Habelschwerdter Allee                                                                      |
| Händelplatz (Lage)                 | 050 × 40 × 30                                                                          | Georg Friedrich Händel (1685–1759), Komponist | 24. Juli 1908        | Als Platz C des Bebauungsplans eingerichtet, liegt der Platz zwischen Wolfensteindamm und Gélieustraße. Hier befindet sich die Geschäftsstelle Steglitz-Zehlendorf der Bundesagentur für Arbeit. | Händelplatz                                                                                |
| Hans-Sachs-Straße (Lage)           | 0200                                                                                   | Hans Sachs (1494–1576), Spruchdichter, Meistersinger und Dramatiker | vor 1901             | Sie liegt westlich der Drakestraße über Baseler Straße als Stichstraße parallel zur Curtiusstraße und zur Bahnstrecke. Hier befindet sich der Bahnhof Lichterfelde West. Von 1947 bis 1993 war er ein US-amerikanischer Militärbahnhof (RTO – Railroad Transportation Office) | Bahnhof Lichterfelde-West                                                                  |
| Harry-S.-Truman-Allee (Lage)       | 0460                                                                                   | Harry S. Truman (1884–1972), 33. Präsident der Vereinigten Staaten von Amerika | 1. Juni 2000         | Die Straße liegt auf dem Gelände der ehemaligen McNair-Kaserne und wurde nach Abrücken der Besatzer dem öffentlichen Verkehr übergeben. | Harry-S.-Truman-Allee                                                                      |
| Hartmannstraße (Lage)              | 0510                                                                                   | Eduard von Hartmann (1842–1906), Philosoph | 13. Juli 1934        | Die vorherigen Namen waren Annastraße (vor 1893–1934) und Eduard-von-Hartmann-Straße (1909–1934). Beide Straßen wurden 1934 in Hartmannstraße umbenannt. | Hartmannstraße                                                                             |
| Hasselfelder Weg (Lage)            | 0260                                                                                   | Hasselfelde, Ortsteil der Stadt Oberharz am Brocken in Sachsen-Anhalt | 17. Mai 1930         | Er liegt zwischen Am Pfarracker und Wienroder Pfad. | Hasselfelder Weg                                                                           |
| Haydnstraße (Lage)                 | 0330 (im Ortsteil)                                                                     | Joseph Haydn (1732–1809), österreichischer Komponist | vor 1909             | Der erste Name war Straße A des Bebauungsplans. Die Straße liegt zwischen Hindenburgdamm und Birkbuschstraße, der westliche Teil liegt im Ortsteil, der östliche Abschnitt der Straße verläuft in Steglitz, die Trennung erfolgt an der Westseite des Bäkeparks, | Haydnstraße                                                                                |
| Heimkehlenstraße (Lage)            | 0490                                                                                   | Heimkehle, Gipshöhle in Sachsen-Anhalt | 8. Apr. 1933         | Sie wurde bereits vor 1893 als Mariendorfer Straße angelegt. Sie liegt zwischen Geraer Straße und Oskar-Lande-Platz. | Heimkehlenstraße                                                                           |
| Heinersdorfer Straße (Lage)        | 0870                                                                                   | Heinersdorf, Ortsteil von Großbeeren in Brandenburg | 15. Sep. 1879        | Die Straße ist ein historischer Verbindungsweg. Die Umbenennung des südlichen Teils der Heinersdorfer Straße in Steinstraße (der späteren Schütte-Lanz-Straße) erfolgte vor 1893. Sie verbindet den Oberhofer Platz mit dem Saaleckplatz (der zuerst Kaiserplatz hieß) in gerader Nordost-Südwest-Führung und umfasst 41 Hausnummern. | Heinersdorfer Straße                                                                       |
| Heinrichstraße (Lage)              | 0240                                                                                   | Heinrich Hundertmark (1834–1914), Gastwirt in Giesensdorf | vor 1901             | Als Stichstraße verläuft sie südlich vom Ostpreußendamm abgehend bis vor den Bahndamm der Anhalter Bahn an der gleichnamigen Gartenanlage. | Heinrichstraße                                                                             |
| Heiterwanger Weg (Lage)            | 0490                                                                                   | Heiterwang, Ort in Tirol | 17. Mai 1930         | Als Straße 59 des Bebauungsplans eingerichtet, liegt sie zwischen Achenseeweg und Sondershauser Straße. | Heiterwanger Weg                                                                           |
| Helene-von-Mülinen-Weg (Lage)      | 0240                                                                                   | Helene von Mülinen (1850–1924), Schweizer Frauenrechtlerin | 25. Sep. 2000        | Der Weg liegt zwischen Altdorfer und Lausanner Straße im „Schweizer Viertel“. | Helene-von-Mülinen-Weg                                                                     |
| Henleinweg (Lage)                  | 0280                                                                                   | Peter Henlein (1485–1542), Erfinder | 4. Apr. 1934         | Der Weg wurde als Straße 11 des Bebauungsplans eingerichtet. | Henleinweg                                                                                 |
| Herwarthstraße (Lage)              | 0420                                                                                   | Wilhelm Oskar Herwarth (1853–1916), Maler | um 1901              | Sie liegt im Bogen zwischen Königsberger Straße und Ostpreußendamm. In der Herwarthstraße 4 befindet sich die Sierra-leonische Botschaft in Berlin. | Herwarthstraße                                                                             |
| Hildburghauser Straße (Lage)       | 2280 (im Ortsteil)                                                                     | Hildburghausen, Kreisstadt in Thüringen | 20. Aug. 1917        | Die vorherigen Namen waren Marienfelder Straße (vor 1878–1933) und Lichterfelder Straße (nach 1914–1933). Die Hausnummern 74–100 der nördlichen Straßenseite liegen in Lankwitz und der östliche Teil der Straße liegt in Marienfelde. In der Nummer 224 befindet sich die ehemalige Coca-Cola-Abfüllfabrik, die durch den Film „Eins, Zwei, Drei“ von Billy Wilder bekannt wurde. | Hildburghauser Straße ehemalige Coca-Cola-Niederlassung · Hildburghauser Straße Gärtnerei  |
| Hindenburgdamm (Lage)              | 2700 (im Ortsteil)                                                                     | Paul von Hindenburg (1847–1934), Generalfeldmarschall und Reichspräsident | 16. Nov. 1914        | Sie wurde vor 1878 als Chausseestraße angelegt. Nördlich des Wolfensteindamms gehören das Straßenland und die Ostseite mit den Hausnummern 64–65e zu Steglitz. Sie verläuft als Verlängerung des Wolfensteindamms durch den alten Dorfkern Lichterfeldes mit der Dorfkirche Lichterfelde (auch Pauluskirche) bis zur Königsberger Straße, wo sie in die Goerzallee übergeht. Bis 1963 fuhr die Straßenbahn durch den Hindenburgdamm. | Hindenburgdamm · Wohnanlage Hindenburgdamm 81–82                                           |
| Hochbaumstraße (Lage)              | 0730 (im Ortsteil)                                                                     | Karl Louis Eduard Hochbaum (1848–1916), Gemeindevertreter in Zehlendorf | 20. März 1929        | 1929 erhielten die Straße 87 und die Straße 143 in Zehlendorf sowie ein 1924 in Steglitz in Altdorfer Straße benannter Abschnitt zwischen Carstenstraße und Bezirksgrenze den Namen Hochbaumstraße. Der westliche Teil der Straße liegt in Zehlendorf. | Hochbaumstraße                                                                             |
| Hochbergplatz (Lage)               | 0050 (kreisförmig)                                                                     | Bolko von Hochberg (1843–1926), Diplomat und Komponist | 27. Feb. 1936        | Der vorherige Name war Ulmenplatz (vor 1893–1936). | Hochbergplatz                                                                              |
| Hochbergweg (Lage)                 | 0050 (kreisförmig)                                                                     | Bolko von Hochberg (1843–1926), Diplomat und Komponist | 27. Feb. 1936        | Der vorherige Name war Ulmenstraße (vor 1893–1936). | Hochbergweg                                                                                |
| Hochstraße (Lage)                  | 0310                                                                                   | Auf das höherliegende Bahngelände führend | vor 1893             | Sie liegt zwischen Hildburghauser und der Brauerstraße und weiter als Stichstraße zum Bahndamm hin. | Hochstraße                                                                                 |
| Holbeinstraße (Lage)               | 1270                                                                                   | Holbein, Künstlerfamilie | vor 1893             | Sie liegt zwischen Kadettenweg und Augustastraße. Sie ist eine schmale ruhige Straße mit Villenbestand nahe zum Zentrum am Bahnhof Lichterfelde West. | Holbeinstraße                                                                              |
| Holtheimer Weg (Lage)              | 0490                                                                                   | Holtheim, Stadtteil von Lichtenau in Nordrhein-Westfalen, | 10. Apr. 1931        | Der Weg wurde zuerst als Straße 20a des Bebauungsplans eingerichtet. | Holtheimer Weg                                                                             |
| Hortensienplatz (Lage)             | 0060 × 20                                                                              | Hortensien, Pflanzengattung | 16. Aug. 1928        | Der Platz liegt zwischen Hortensienstraße und Tulpenstraße. | Hortensienplatz                                                                            |
| Hortensienstraße (Lage)            | 0770                                                                                   | Hortensien, Pflanzengattung | 6. Okt. 1908         | Zuerst als Straße 10 des Bebauungsplans eingerichtet, liegt sie als Verlängerung der Resedenstraße zwischen Nelken- und Tulpenstraße. | Hortensienstraße                                                                           |
| Huntestraße (Lage)                 | 0360                                                                                   | Hunte, Nebenfluss der Weser in Niedersachsen | 29. Jan. 1937        | Der Verkehrsweg wurde zuerst als Straße 160 des Bebauungsplans eingerichtet. | Huntestraße                                                                                |
| Hyazinthenstraße (Lage)            | 0090                                                                                   | Hyazinthen, Pflanzengattung | 6. Okt. 1908         | Zuerst Teil der Straße 10 des Bebauungsplans, liegt sie zwischen der Straße Unter den Eichen und der Tulpenstraße, nahe dem Botanischen Garten. | Hyazinthenstraße                                                                           |
| Ines-Bolla-Pfad (Lage)             | 0100                                                                                   | Ines Bolla (1888–1953), Schweizer Frauenrechtlerin | 25. Sep. 2000        | Die Straße liegt im „Schweizer Viertel“ zwischen Goerzallee und Glarner Straße. | Berlin-Lichterfelde Ines-Bolla-Pfad                                                        |
| Jägerndorfer Zeile (Lage)          | 0970                                                                                   | Jägerndorf, deutscher Name von Krnov, Stadt in Tschechien | 13. Juli 1934        | Der vorherige Name war Esmarchstraße (vor 1925–1934). Sie verläuft zwischen Curtiusstraße (Nordost) und Weißwasserweg (Südwest). | Jägerndorfer Zeile                                                                         |
| Jägerstraße (Lage)                 | 0860                                                                                   | Jäger, Person die auf die Jagd geht | 15. Sep. 1879        | Der vorherige Name war Querstraße (vor 1879–1879). | Jägerstraße                                                                                |
| Jenbacher Weg (Lage)               | 1210                                                                                   | Jenbach, Ort in Tirol | 17. Mai 1930         | Zuerst als Straße 88 des Bebauungsplans eingerichtet, liegt der Weg an der Grenze zur Gemeinde Großbeeren. Auf dem ehemaligen Grenzgebiet verläuft der Mauerweg. |                                                                                            |
| Johanna-Spyri-Weg (Lage)           | 0250                                                                                   | Johanna Spyri (1827–1901), Schweizer Schriftstellerin | 25. Sep. 2000        | Die Privatstraße liegt im „Schweizer Viertel“ zwischen Altdorfer und Lausanner Straße. | Johanna-Spyri-Weg                                                                          |
| Johanneskirchplatz (Lage)          | 0070 × 50                                                                              | Vorplatz der Johanneskirche | 9. Apr. 1956         | Der vorherige Name war Friedrichplatz (1895–1956). Der Platz liegt zu beiden Seiten der Ringstraße. | Johanneskirchplatz                                                                         |
| Jungfernstieg (Lage)               | 0730                                                                                   | Jungfernstieg in Hamburg | vor 1878             | Die Namensgebung könnte von Booth, der aus Hamburg stammte und den Gründer Carstenn gärtnerisch beriet, für eine Hauptstraße der Gründervillenkolonie angeregt sein. Sie führt von der Königsberger Straße bis zur Boothstraße, wo sie abknickt, bis zur Gärtnerstraße. Der westliche Zugang zum Bahnhof Berlin-Lichterfelde Ost befindet sich an einem Abzweig des Jungfernstiegs. Hier verkehrte die Elektrische Straßenbahn Lichterfelde–Kadettenanstalt, die als erste elektrische Straßenbahn der Welt gilt. In der als Jugendzentrum benutzten Villa Folke Bernadotte befand sich ab 1928 das von Manfred von Ardenne gegründete Forschungslaboratorium für Elektronenphysik. Anfang des 20. Jahrhunderts weisen die Berliner Adressbücher unter Jungfernstieg 14 ein Sanatorium für Nervenkranke aus. | Jungfernstieg 12a · Bahnhof Lichterfelde Ost                                               |
| Kadettenweg (Lage)                 | 1100                                                                                   | ehemalige Preußische Hauptkadettenanstalt an der heutigen Finckensteinallee | 3. Mai 1935          | Der vorherige Name war Sternstraße (vor 1893–1935). Der Kadettenweg führt vom Bahndamm nördlich der Curtiusstraße geradlinig nach Südost, an der Mündung der Marthastraße macht er einen leichten Schwenk nach Süden und endet an der Finckensteinallee. | Kadettenweg 32 · Kadettenweg 35                                                            |
| Kaiserstraße (Lage)                | 0500                                                                                   | Kaiser, Herrschertitel | vor 1893             | Sie liegt im Bogen um den Saaleckplatz von und zur Koloniestraße. | Kaiserstraße                                                                               |
| Kamillenstraße (Lage)              | 0500                                                                                   | Kamille, Pflanzengattung | 6. Okt. 1908         | Am 3. November 1950 wurde die Bastianstraße als Verlängerung in die Kamillenstraße einbezogen. | Kamillenstraße                                                                             |
| Karlplatz (Lage)                   | 0070 × 60 × 50                                                                         | Karl, männlicher Vorname | ungeklärt 1910       | Der dreieckige Platz wird von Ring-, Baseler Straße und Kadettenweg aufgespannt, die Friedrichstraße mündet von Westen. | Karlplatz                                                                                  |
| Karwendelstraße (Lage)             | 0650                                                                                   | Karwendel, Gebirgsgruppe in Tirol und Bayern | 27. Feb. 1936        | Der vorherige Name war Mühlenstraße (1866–1936). | Imbissbude an der Karwendelstraße                                                          |
| Kastanienstraße (Lage)             | 0140                                                                                   | Kastanien, Baumgattung | vor 1893             | Sie liegt zwischen Jäger- und Brauereistraße, auf der anderen Seite der Bahn wird sie als Akazienstraße fortgeführt. | Kastanienstraße                                                                            |
| Kiesstraße (Lage)                  | 0470 (im Ortsteil)                                                                     | Kies, von der Natur rundgeschliffene kleine Steine | vor 1893             | Der östliche Teil der Straße (alte Schreibweise Kießstraße) verläuft in Lankwitz, von der Ostseite der Lorenzstraße bis zur Kurfürstenstraße und erhielt seinen Namen erst 1934. Der zu Lichterfelde gehörende Straßenabschnitt verbindet den Oberhofer Platz vom Nordwesten mit der Kreuzung der Lorenzstraße. Zur Zeit der Einrichtung der Kießstraße gab es nur ein großes Grundstück des Groß-Lichterfelder Bauvereins direkt am Platz. | Kiesstraße                                                                                 |
| Kirchmeisterweg (Lage)             | 0200                                                                                   | Kirchmeister, Laienamt in der Evangelischen Kirche | 8. März 1935         | Sie erschließt im Bogen westlich von Am Pfarracker die Hintergrundstücke. | Kirchmeisterweg                                                                            |
| Klingsorplatz (Lage)               | 0080 (halbkreisförmig)                                                                 | Klingsor, Zauberergestalt der Mythologie | 17. Mai 1930         | Der vorherige Name war Richard-Wagner-Platz (vor 1909–1930). | Klingsorplatz                                                                              |
| Klingsorstraße (Lage)              | 0410 (im Ortsteil)                                                                     | Klingsor, Zauberergestalt der Mythologie | 17. Mai 1930         | Die vorherigen Namen waren Belfortstraße (1909–1930; nur in Steglitz) und Richard-Wagner-Straße (vor 1909–1930). Im Ortsteil liegen die Grundstücke 95–121 (ungerade) und 98–120 (gerade), der östliche Abschnitt der Straße verläuft in Steglitz. | Klingsorstraße                                                                             |
| Knesebeckstraße (Lage)             | 0270                                                                                   | Leo Wilhelm Robert Karl von dem Knesebeck (1808–1883), Landrat des Kreises Teltow | vor 1893             | Sie liegt im Bogen zwischen Drakestraße und Unter den Eichen, nördlich vom S-Bahnhof Lichterfelde-West. | Knesebeckstraße                                                                            |
| Köhlerstraße (Lage)                | 0670                                                                                   | Erich Köhler (1873–1914), Marineoffizier und Kommandant eines Kreuzers im Ersten Weltkrieg                                                                                                   | 20. Sep. 1916        | Vor 1893 wurde hier die Bahnstraße als Zufahrt zum Bahnhof angelegt und 1916 umbenannt. | Köhlerstraße                                                                               |
| Koloniestraße (Lage)               | 0430                                                                                   | hier vorhandene Gartenkolonien | vor 1893             | Die Koloniestraße, ursprünglich so wie heute, wurde am 20. Mai 1958 in Richtung Süden verlängert, dieser Abschnitt zwischen Blochmannstraße und Helmertweg wurde am 1. Juli 1982 entwidmet. | Koloniestraße                                                                              |
| Kommandantenstraße (Lage)          | 0850                                                                                   | Kommandanten der in der Nähe gelegenen Kasernen | vor 1893             | Die Umbenennung des Abschnitts der Kommandantenstraße zwischen Carstenn- und Zehlendorfer Straße in Berner Straße erfolgte am 3. Oktober 1908. Die Straße führt vom Kadettenweg über den Johanneskirchplatz zur Finckensteinallee und geht dann in die Berner Straße über. | Kommandantenstraße                                                                         |
| Königin-Luise-Straße (Lage)        | 0220 (im Ortsteil)                                                                     | Luise von Mecklenburg-Strelitz (1776–1810), Königin von Preußen | 1. März 1906         | Der traditionelle Verbindungsweg zwischen Steglitz und dem Jagdschloss Grunewald wurde ab 1889 als befestigte Chaussee ausgebaut und erhielt 1906 den Namen nach dem hier vorhandenen Luisenstift. Zu Lichterfelde gehört die Südseite der Straße östlich des Königin-Luise-Platzes mit dem Botanischen Museum und den Grundstücken 2–8 (gerade). | Botanisches Museum                                                                         |
| Königsberger Straße (Lage)         | 1240                                                                                   | Königsberg, frühere Hauptstadt von Ostpreußen | 1. Dez. 1964         | Der vorherige Name war Wilhelmstraße (nach 1866–1964). Der Abschnitt der Giesensdorfer Straße zwischen Wilhelmstraße und Hindenburgdamm wurde zusammen mit der Wilhelmstraße 1964 in Königsberger Straße umbenannt. Sie verläuft von der Brücke über den Teltowkanal (als Fortsetzung der Drakestraße) in leichten Schwenks bis zum Ostpreußendamm ostwärts. Ab dieser Kreuzung ist ihre Trasse geradlinig und endet südöstlich an der Unterführung der Anhalter-Bahn. | Königsberger Straße mit dem Gebäude des ehemaligen Schiller-Gymnasiums                     |
| Kopernikusstraße (Lage)            | 0170                                                                                   | Nikolaus Kopernikus (1473–1543), Astronom | 23. Mai 1903         | Sie liegt zwischen Potsdamer Straße und Kadettenweg. | Berlin-Lichterfelde Kopernikusstraße                                                       |
| Kornmesserstraße (Lage)            | 0340                                                                                   | Joachim Friedrich Kornmesser (1641–1715), Mediziner und Berliner Bürgermeister. Aus seinem Vermögen wurde eine Stiftung gegründet, die das in unmittelbarer Nähe gebaute Waisenhaus betrieb. | 18. Dez. 1895        | Vorher als Straße 16 des Bebauungsplans eingerichtet, wurde am 14. Juli 1904 auch die Verlängerung Straße 15 in Kornmesserstraße benannt. Hier befindet sich die katholische Kirche zur Heiligen Familie. Die Kornmesserstraße verläuft in West-Ost-Richtung zwischen Glarner Straße und Goerzallee. | Heilige-Familie-Kirche (Berlin-Lichterfelde).jpg                                           |
| Krahmerstraße (Lage)               | 0460                                                                                   | Adelheid Krahmer (1841–1929), Leiterin der Höheren Mädchenschule in Lichterfelde | 12. Nov. 1925        | Der vorherige Name war Parkstraße I (vor 1893–1925). Am Teltowkanal endet die Straße für Autos als Sackgasse. Der östliche Teil zum Ostpreußendamm ist ein Fuß- und Radweg, der vom Krahmersteg über den Teltowkanal geführt wird und die Eduard-Spranger-Promenade kreuzt. In der Straße steht das Institut für Hygiene- und Umweltmedizin der Charité, der Schlosspark Lichterfelde grenzt direkt an die Straße. | Krahmerstraße                                                                              |
| Kranoldplatz (Lage)                | 0090 × 80 × 40                                                                         | Viktor Ferdinand von Kranold (1838–1922), preußischer Eisenbahnbeamter | Juli 1905            | Der vorherige Name war Anhalter Platz (vor 1893). Der Platz liegt direkt am S-Bahnhof Lichterfelde Ost. Mittwochs und samstags findet von 7 bis 14 Uhr auf dem Platz ein Wochenmarkt statt. | Kranoldplatz                                                                               |
| Kreutzerweg (Lage)                 | 0300                                                                                   | Conradin Kreutzer (1780–1849), Komponist | 30. Okt. 1936        | Zuerst als Straße 223 des Bebauungsplans eingerichtet, liegt der Weg zwischen Klingsor- und Marschnerstraße. | Kreutzerweg                                                                                |
| Krumme Straße (Lage)               | 0150                                                                                   | krummer Straßenverlauf | 23. Juni 1902        | Der Verkehrsweg wurde als Straße 52 des Bebauungsplans eingerichtet. | Krumme Straße                                                                              |
| Kyllmannstraße (Lage)              | 0360 + 100                                                                             | Walter Kyllmann (1837–1913), Architekt | vor 1893             | Die Kyllmannstraße liegt zwischen Augustastraße und Prausestraße und wird durch den Viktoriaplatz unterbrochen. | Kyllmannstraße                                                                             |
| Landweg (Lage)                     | 0330                                                                                   | Teil des alten Verbindungsweges zwischen Marienfelde und Teltow | 27. Juli 1905        | Der vorherige Name war Landstraße (1895–1905). Bei diesem Landweg als Abschnitt der ehemaligen Landstraße von Teltow nach Marienfelde handelte es sich um die amtliche Benennung. | Landweg                                                                                    |
| Lange Straße (Lage)                | 0570 (im Ortsteil)                                                                     | Länge der Straße (längs) im Villenviertel | vor 1893             | Sie liegt zwischen Schöffen- und Dessauerstraße. Am 31. Dezember 1924 wurde der anschließende Abschnitt in der Kriegerheimsiedlung zwischen dem Blaumeisenweg und Am Pfarracker als Schöffenstraße ausgegliedert. Der östliche Teil der Straße verläuft in Lankwitz. Im Ortsteil liegen die Grundstücke 1–7b und 11–24 (fortlaufend). | Lange Straße                                                                               |
| Lankwitzer Straße (Lage)           | 0370 (im Ortsteil)                                                                     | Lankwitz, Nachbarortsteil von Lichterfelde | 10. Sep. 1863        | Die Lankwitzer Straße ist eine der Straßen, die durch „Allerhöchsten Erlaß“, also auf königliche Anordnung, benannt wurden. Die Straße erhielt den Namen als eine Richtungsstraße nach Lankwitz. Sie liegt zwischen Kranoldplatz und Kaiser-Wilhelm-Straße, die Grundstücke 1–9 und 13–26 (fortlaufend) gehören zum Ortsteil. Sie ist eine Einkaufsstraße mit Altbauten und Häusern der 1950er und 1960er Jahre, die vom S-Bahnhof Lichterfelde Ost zur Ortsteilgrenze verläuft. | Lankwitzer Straße Bahnhof · Lankwitzer Straße                                              |
| Lausanner Straße (Lage)            | 0650                                                                                   | Lausanne, Stadt in der Schweiz | 1. Okt. 2000         | Die Straße auf dem Gelände der ehemaligen Andrews-Kaserne, inzwischen zum „Schweizer Viertel“ gehörend, wurde zwischen Goerzallee und Obwaldener Zeile am 4. November 2004, zwischen Obwaldener Zeile und Baseler Straße am 14. Januar 2005 dem öffentlichen Verkehr übergeben. Sie führt als Verlängerung der Züricher Straße zur Goerzallee. | Lausanner Straße · Lausanner Straße Schweizer Viertel                                      |
| Lechtaler Weg (Lage)               | 0280                                                                                   | Lechtal, Alpental in Österreich | 5. Nov. 1942         | Zuerst als Straße 240 des Bebauungsplans eingerichtet, liegt sie zwischen Sondershauser Straße und Lichterfelder Ring. | Berlin-Lichterfelde Lechtaler Weg                                                          |
| Lermooser Weg (Lage)               | 0530                                                                                   | Lermoos, Ort in Tirol | 17. Mai 1930         | Zuerst als Straße 63 und Straße 63a des Bebauungsplans eingerichtet, liegt der Weg zwischen Hildburghauser Straße und Heiterwanger Weg und ist eine überwiegend mit Einfamilienhäusern bebaute ruhige Wohnstraße. | Lermooser Weg                                                                              |
| Lichterfelder Ring (Lage)          | 1450 (im Ortsteil)                                                                     | Lichterfelde, Berliner Ortsteil | 21. Apr. 1932        | Der vorherige Name war Teltower Weg (vor 1905–1932). Der östliche Teil der Straße verläuft in Marienfelde, zum Ortsteil gehören die Grundstücke 123–255 (ungerade) und 126–240 (gerade). Er liegt zwischen Waldsassener und Osdorfer Straße. | Lichterfelder Ring                                                                         |
| Lichterfelder Weg (Lage)           | 0490                                                                                   | Lichterfelde, Berliner Ortsteil | 30. Nov. 1942        | Der zuerst als Straße 240 des Bebauungsplans eingerichtete von der Goerzallee abgehende Weg erschließt ein Gewerbegebiet, das bis zum Abzug der US-Army als Abstellgelände für Fahrzeuge benutzt wurde. | Berlin-Lichterfelde Lichterfelder Weg                                                      |
| Lilienstraße (Lage)                | 0160                                                                                   | Lilien, Pflanzengattung | 6. Okt. 1908         | Zuerst als Straße 13 des Bebauungsplans eingerichtet, liegt sie zwischen Unter den Eichen und Hortensienstraße. | Lilienstraße                                                                               |
| Limonenstraße (Lage)               | 0550 (im Ortsteil)                                                                     | Limone, Zitrusfrucht | 6. Okt. 1908         | Sie wurde als Straße 3b des Bebauungsplans in Dahlem angelegt. Seit der Berliner Gebietsreform am 1. April 1938 gehören nur die Grundstücke 16 und 16a zu Dahlem und der größte Teil der Straße liegt in Lichterfelde. Die Limonenstraße liegt in einem Viertel, das seiner Straßennamen wegen auch „Blumenviertel“ genannt wird. | Limonenstraße                                                                              |
| Lindenstraße (Lage)                | 0480                                                                                   | Linden, Baumgattung | 15. Sep. 1879        | Sie liegt zwischen Ostpreußendamm und Fürstenstraße. | Lindenstraße                                                                               |
| Lipaer Straße (Lage)               | 0660                                                                                   | Lipa, Ort in Tschechien und einer der Schauplätze der Schlacht bei Königgrätz | 12. Sep. 1912        | Zuerst Straße 9 des Bebauungsplans, wurde die Umbenennung der Elisabethstraße als Anschlussstraße am 20. Juli 1960 vorgenommen. So verläuft sie seitdem zwischen Augusta- und Neuchateller Straße. | Lipaer Straße                                                                              |
| Lippstädter Straße (Lage)          | 0380                                                                                   | Lippstadt, Stadt in Nordrhein-Westfalen | 1. Mai 1980          | Der vorherige Name war Bergstraße (vor 1893–1980). Die Lippstädter Straße umfasste auch den südlichen Teil der Bergstraße, der 1962 aufgehoben wurde. An der östlichen Straßenseite steht das Oberstufenzentrum Bürowirtschaft und Verwaltung. | Lippstädter Straße                                                                         |
| Locarnoweg (Lage)                  | 0070                                                                                   | Locarno, Stadt in der Schweiz | 12. Apr. 2007        | Er liegt zwischen Thurer und Glandzeile im „Schweizer Viertel“. | Locarnoweg                                                                                 |
| Lorenzstraße (Lage)                | 0700                                                                                   | Lorenz, männlicher Vorname | vor 1879             | Die Herkunft des Namens ist nicht eindeutig belegt. Angeblich erfolgte die Benennung nach einem Familienmitglied von Johann Anton Wilhelm von Carstenn. Die Straße liegt zwischen Lankwitzer und Kiesstraße. | Lorenzstraße                                                                               |
| Lotzestraße (Lage)                 | 0500                                                                                   | Rudolf Hermann Lotze (1817–1881), Philosoph | 12. Nov. 1925        | Die 1905 angelegte Kantstraße und die um 1900 angelegte Fichtestraße wurden 1925 vereinigt und in Lotzestraße benannt. Sie liegt zwischen Curtius- und Ringstraße. | Lotzestraße                                                                                |
| Ludwig-Beck-Platz (Lage)           | 0150 × 100 × 90                                                                        | Ludwig Beck (1880–1944), General und Widerstandskämpfer des 20. Juli 1944 | 2. Feb. 1986         | Der Platz, den es bereits seit der Wende zum 20. Jahrhundert gab, war nicht offiziell benannt worden. Da auf ihm Markt abgehalten wurde, nannte man ihn Marktplatz oder auch Moltkeplatz, da er an der Moltkestraße lag. Diese inoffiziellen Bezeichnungen finden sich mitunter in Nachweisern und auf Plänen bis 1986. Erst am 2. Januar 1986 wurde der Platz amtlich in Ludwig-Beck-Platz benannt. | Ludwig-Beck-Platz                                                                          |
| Luisenstraße (Lage)                | 0300 + 160 + 160                                                                       | Luise von Mecklenburg-Strelitz (1776–1810), Königin von Preußen | vor 1893             | Sie liegt zwischen Lankwitzer Straße und Lange Straße, wobei die Straßenführung an der Derfflingerstraße und Frobenstraße um rund 30 Meter versetzt ist. Die Ostseite der Straße gehört zu Lankwitz, zum Ortsteil gehören die Grundstücke 1–19a. | Luisenstraße                                                                               |
| Lukas-Cranach-Straße (Lage)        | 0190                                                                                   | Lucas Cranach der Ältere (1472–1553), Maler und Grafiker | 23. Juni 1902        | Zuerst als Straße 8 des Bebauungsplans eingerichtet, liegt sie zwischen Stock- und Tietzenweg. | Lukas-Cranach-Straße                                                                       |
| Luzerner Straße (Lage)             | 0260 + 200                                                                             | Luzern, Stadt in der Schweiz | 3. Okt. 1910         | Zuerst als Straße 20 des Bebauungsplans eingerichtet, liegt sie zwischen Carstennstraße und Goerzallee und wird vom Thuner Platz geteilt. | Luzerner Straße                                                                            |
| Maggy-Breittmayer-Pfad (Lage)      | 0090                                                                                   | Maggy Breittmayer (1888–1961), Schweizer Violinistin | 25. Sep. 2000        | Der Pfad liegt als Sackgasse zwischen Glarner Straße und Goerzallee im „Schweizer Viertel“. | Berlin-Lichterfelde Maggy-Breittmayer-Pfad                                                 |
| Malvenstraße (Lage)                | 0220                                                                                   | Malven, Pflanzengattung | 6. Okt. 1908         | Eingerichtet als Straße 5 des Bebauungsplans, liegt sie zwischen Willdenow- und Kamillenstraße. | Malvenstraße                                                                               |
| Manteuffelstraße (Lage)            | 0680                                                                                   | Edwin von Manteuffel (1809–1885), preußischer Generalfeldmarschall | vor 1893             | Vorher als Straße 2 des Bebauungsplans eingerichtet, liegt sie zwischen Augustaplatz und Hindenburgdamm. | Manteuffelstraße                                                                           |
| Margaretenstraße (Lage)            | 0450                                                                                   | Margarete, weiblicher Vorname | vor 1893             | Sie verläuft zwischen Drakestraße und Tietzenweg. Hier befindet sich die Wohnanlage der „Gemeinnützigen AG für Angestellten-Heimstätten“. | Margaretenstraße · Margaretenstraße                                                        |
| Mariannenstraße (Lage)             | 0800                                                                                   | Maria Anna Amalie von Hessen-Homburg (1785–1846), preußische Prinzessin | vor 1901             | Sie verläuft als Verlängerung der Lorenzstraße zwischen Kiesstraße und Hildburghauser Straße. | Mariannenstraße                                                                            |
| Marienplatz (Lage)                 | 0120 × 120 Rhombus, der über die Kreuzung Marienstraße und Promenadenstraße gelegt ist | Maria, nach der geplanten Marienkirche | um 1870              | Der Platz bildet das Zentrum der 1868 von Carstenn gegründeten Villenkolonie Lichterfelde. Auf ihm sollte die Zentralkirche für das neue Lichterfelde – die Marienkirche – erbaut werden. Daher wurde der Platz in Marienplatz und die Straße in Marienstraße benannt. Die Kirche kam aber nicht zur Ausführung. An der Ostseite und in der Promenadenstraße befindet sich das Krankenhaus Bethel Berlin. Der Platz ist ein gelistetes Gartendenkmal. | Marienplatz 7 · Marienplatz                                                                |
| Marienstraße (Lage)                | 0600+ 440                                                                              | Maria, nach der geplanten Marienkirche | vor 1893             | Sie liegt zwischen Hochbergplatz und Gärtnerstraße und wird vom Marienplatz unterbrochen. | Marienstraße                                                                               |
| Marie-Vögtlin-Weg (Lage)           | 0250                                                                                   | Marie Heim-Vögtlin (1845–1916), Schweizer Medizinerin | 25. Sep. 2000        | Die Privatstraße im „Schweizer Viertel“ liegt zwischen Altdorfer Straße und Lausanner Straße. | Marie-Vögtlin-Weg                                                                          |
| Marschnerstraße (Lage)             | 0600                                                                                   | Heinrich Marschner (1795–1861), Komponist | 3. Okt. 1908         | Die Straße im „Komponistenviertel“ wurde als Straße H des Bebauungsplans eingerichtet und liegt zwischen Haydnstraße und Kreutzerweg. | Marschnerstraße                                                                            |
| Marthastraße (Lage)                | 0180                                                                                   | Martha, weiblicher Vorname | vor 1893             | Die Marthastraße liegt zwischen Kadettenweg und Potsdamer Straße. | Marthastraße                                                                               |
| McNair-Promenade (Lage)            | 0390                                                                                   | Lesley J. McNair (1883–1944), US-amerikanischer General | 1. Juni 2000         | Die Straße liegt auf dem Gelände der ehemaligen McNair-Kaserne und wurde am 4. Juli 2000 für den Verkehr freigegeben. | McNair-Promenade                                                                           |
| Memlingstraße (Lage)               | 0380                                                                                   | Hans Memling (zwischen 1433 und 1440–1494), Maler der niederländischen Schule | 20. Juli 1960        | Vor 1893 bis 1960 hieß sie Albrechtstraße; sie liegt zwischen Dürerstraße und Augustaplatz. | Memlingstraße                                                                              |
| Mercatorweg (Lage)                 | 0190                                                                                   | Gerhard Mercator (1512–1594), Kartograf | 1. Okt. 1969         | Die als Straße 533 des Bebauungsplans angelegte Stichstraße geht von der Osdorfer Straße ab und ist Teil der ab 1970 entstandenen „Thermometersiedlung“. Hier befindet sich die Mercator-Grundschule. | Mercatorweg                                                                                |
| Möllerpfad (Lage)                  | 0170                                                                                   | Reinhard Möller (1855–1927), Theologe | 14. Sep. 1927        | Der Pfad wurde als Straße 139 des Bebauungsplans eingerichtet. | Möllerpfad                                                                                 |
| Moltkestraße (Lage)                | 1030                                                                                   | Helmuth Karl Bernhard von Moltke (1800–1891), preußischer Generalfeldmarschall | 27. Apr. 1899        | Der vorherige Name war Dorotheenstraße (vor 1893–1899). Sie führt als Verlängerung der Enzianstraße zum Hindenburgdamm. Hier befindet sich der Friedhof Lichterfelde. | Moltkestraße                                                                               |
| Mommsenstraße (Lage)               | 0260                                                                                   | Theodor Mommsen (1817–1903), Historiker und Literatur-Nobelpreisträger | vor 1893             | Sie verbindet die Drakestraße mit der Kyllmannstraße. | Mommsenstraße                                                                              |
| Mörchinger Straße (Lage)           | 0200 (im Ortsteil)                                                                     | Mörchingen, Ort in Lothringen und Schauplatz eines Gefechts im Ersten Weltkrieg | 9. Sep. 1931         | Der größte Teil der Straße liegt in Zehlendorf. Ursprünglich ganz in Zehlendorf gelegen, kam erst Ende der 1930er Jahre der kurze Teil zu Lichterfelde, der als Sackgasse vom Dahlemer Weg aus parallel zur Straße Unter den Eichen in östlicher Richtung verläuft. An der Nordseite liegen die Grundstücke 16–20d (gerade) mit Wohnbebauung. Die Straße führt zu einem Wendeplatz, hinter dem die Einfahrt zum Gelände der Bundesanstalt für Materialprüfung liegt. Zu diesem Gelände gehört auch die gesamte Südseite der Straße im Ortsteil, Grundstücke 11–11u, wo sich bis mindestens 1943 eine Baumschule befand. | Mörchinger Straße · Mörchinger Straße                                                      |
| Morgensternstraße (Lage)           | 0650                                                                                   | Otto Morgenstern (1860–1942), Philologe, Lichterfelder Kommunalpolitiker und Opfer des Nationalsozialismus                                                                                   | 10. Juni 1961        | Der vorherige Name war Bismarckstraße (vor 1893–1961). Sie verläuft vom Ostpreußendamm zur Königsberger Straße. | Morgensternstraße 7a                                                                       |
| Müllerstraße (Lage)                | 0630                                                                                   | Müller der Giesensdorfer Mühle in dieser Straße, die 1939 abgerissen wurde | 15. Sep. 1879        | Der vorherige Name war Ringstraße (1877–1879). Sie liegt im Bogen zwischen Linden- und Fürstenstraße. Historische Fotos sind im Internet verfügbar. | Müllerstraße                                                                               |
| Murtener Straße (Lage)             | 0430                                                                                   | Murten, Stadt in der Schweiz | 3. Okt. 1908         | Zuerst war sie die zwischen Karl- und Carstennstraße liegende Straße 17 des Bebauungsplans. Am 8. November 1966 wurde die Straße 523einbezogen. Sie liegt zwischen Carstenn- und Baseler Straße. | Murtener Straße                                                                            |
| Mürwiker Straße (Lage)             | 0380                                                                                   | Mürwik, Stadtteil von Flensburg in Schleswig-Holstein | 29. Jan. 1937        | Sie geht von der Seehofstraße ab und endet nach der Elmshorner Straße als Stichstraße an der Kleingartenanlage „Abendruh“. Mürwik wurde unter anderem bekannt durch seinen Stützpunkt Flensburg-Mürwik mit der Marineschule Mürwik sowie als Sitz der geschäftsführenden Reichsregierung unter Karl Dönitz. Heutzutage befindet sich in Mürwik das Kraftfahrt-Bundesamt. | Mürwiker Straße                                                                            |
| Nelkenstraße (Lage)                | 0120                                                                                   | Nelken, Pflanzengattung | 6. Okt. 1908         | Ihr vorheriger Name war Straße 11 des Bebauungsplans. Sie liegt zwischen Hortensienstraße und Begonienplatz. | Nelkenstraße                                                                               |
| Neuchateller Straße (Lage)         | 0700                                                                                   | Neuchâtel, Stadt in der Schweiz | 17. Sep. 1912        | Vorher ein Teil der Straße 8 des Bebauungsplans, verläuft die Straße unweit der der Kaserne des ehemaligen Garde-Schützen-Bataillons (Gardeschützenkaserne), das 1814 im damaligen Fürstentum Neuchâtel aufgestellt, in Berlin stationiert und 1884 nach Lichterfelde verlegt worden war. Sein Berliner Spitzname war „Neffschateller“. | Neuchateller Straße                                                                        |
| Neuwerker Weg (Lage)               | 0450                                                                                   | Neuwerk, zum Bundesland Hamburg gehörende Nordseeinsel | 29. Jan. 1937        | Vorher waren im Verlauf die Straße 151 und Straße 153 des Bebauungsplans eingerichtet. Der Weg führt von der Seehofstraße zum Pinnauweg. | Neuwerker Weg                                                                              |
| Nidwaldener Zeile (Lage)           | 0100                                                                                   | Nidwalden, Kanton in der Schweiz | 25. Sep. 2000        | Die Privatstraße liegt im „Schweizer Viertel“ und geht als Stichstraße von der Züricher Straße nach Süden ab. | Nidwaldener Zeile                                                                          |
| Oberhofer Platz (Lage)             | 0180 × 80                                                                              | Oberhof, Stadt in Thüringen | 29. März 1939        | Bereits vor 1878 war hier der Wilhelmplatz angelegt. Oberhofer Weg sowie quer dazu die Parallelstraße kreuzen über den Platz, der nördlich von der Jägerstraße begrenzt wird, südlich münden Kies- und Heinersdorfer Straße. | Petruskirche · Oberhofer Platz                                                             |
| Oberhofer Weg (Lage)               | 1170                                                                                   | Oberhof, Stadt in Thüringen | 29. März 1939        | Der Name der vor 1878 angelegten Straße war Verlängerte Wilhelmstraße. Die ruhige Wohnstraße mit Villenbestand ist durch den Oberhofer Platz unterbrochen und liegt zwischen S-Bahnhof Lichterfelde Ost am Kranoldplatz und der Hildburghauser Straße. | Oberhofer Weg · Oberhofer Weg                                                              |
| Obwaldener Zeile (Lage)            | 0100                                                                                   | Obwalden, Kanton in der Schweiz | 25. Sep. 2000        | Die Privatstraße liegt im „Schweizer Viertel“ und geht von der Lausanner Straße als Sackgasse nach Süden. | Obwaldener Zeile                                                                           |
| Ortlerweg (Lage)                   | 0430                                                                                   | Ortler, Berg in Südtirol | 31. Juli 1947        | Die Straße liegt zwischen Goerzallee und Wismarer Straße. Sie wurde nach 1935 als Leibstandartenweg am damaligen Altersheim Lichterfelde (Hs. 39/41) vorbei angelegt. Die dort vorher verlaufende Hamburger Straße entfiel, ebenso Danziger und Stralsunder Straße weiter nördlich. Der 1947 gelöschte alte Name bezog sich auf die Leibstandarte SS Adolf Hitler, deren Kaserne die nicht weit entfernte ehemalige Kadettenanstalt war. | Berlin-Lichterfelde Ortlerweg                                                              |
| Osdorfer Straße (Lage)             | 1600 (im Ortsteil)                                                                     | Osdorf, Ortsteil von Großbeeren in Brandenburg | vor 1878             | Ein Teil der früheren Osdorfer Straße, die Giesensdorf mit Osdorf verband, wurde am 15. September 1879 in Heinersdorfer Straße umbenannt. Der außerdem um 1890 existierende Osdorf-Teltower Weg mit zwei Häusern direkt an der Osdorfer Straße auf Lichterfelder Flur wurde um 1900 in den verbliebenen Abschnitt dieser Straße einbezogen. Die Straße setzt sich mit gleichem Namen über die Stadtgrenze fort. | Osdorfer Straße · Osdorfer Straße                                                          |
| Oskar-Lange-Platz (Lage)           | 0040 × 40                                                                              | Oskar Lange (1851–1937), Kommunalpolitiker in Lichterfelde und im Bezirk Steglitz | 9. Okt. 2006         | Der Platz teilt die kreuzenden Lange Straße und Heinersdorfer Straße, von Norden mündet die August- und von Süden die Heimkehlenstraße. | Oskar-Lange-Platz                                                                          |
| Osteweg (Lage)                     | 1070                                                                                   | Oste, Nebenfluss der Elbe in Niedersachsen | 29. Jan. 1937        | Zuerst als Straße 157 des Bebauungsplans vorgesehen, wurde der Osteweg bei seiner Benennung 1937 tatsächlich angelegt. Am 1. Juni 2000 wurde der Weg bis zur neu angelegten McNair-Promenade verlängert. | Osteweg                                                                                    |
| Ostpreußendamm (Lage)              | 3950                                                                                   | Ostpreußen, ehemalige preußische Provinz | 1. Okt. 1961         | Der vorherige Name der vor 1878 angelegten Straße war Berliner Straße. Auf Parzelle 63 stand die Giesensdorfer Dorfkirche. Eine kleine Querstraße, die Straße J südlich des später hier errichteten Heizkraftwerks Lichterfelde, wurde in die Benennung einbezogen. Der Ostpreußendamm ist eine verkehrsreiche Wohnstraße mit Gewerbeeinheiten und Einkaufsmöglichkeiten, die als Verlängerung der Siemensstraße vom Stadion Lichterfelde bis zur Stadtgrenze führt und in Teltow als Lichterfelder Allee weiter läuft. Nach der Entführung von Walter Linse über diese Straße 1952 wurde der Grenzübergang an der Stadtgrenze von West-Berliner Seite für den Fahrzeugverkehr gesperrt. Die Straßenbahn, die den Ostpreußendamm südlich der Goethestraße befuhr, wurde 1962 von der Stadtgrenze zur Lindenstraße zurückgezogen und 1966 ganz eingestellt. Historische Fotos vom südlichen Teil des Ostpreußendamms sind im Internet verfügbar. | Stadion Lichterfelde · Ostpreußendamm OSZ-Bürowirtschaft                                   |
| Parallelstraße (Lage)              | 0870                                                                                   | paralleler Verlauf zur Jäger- und Lange(n) Straße | vor 1893             | Die Straße liegt zwischen Am Pfarracker und Luisenstraße, parallel zu Lange Straße und Jägerstraße. | Parallelstraße                                                                             |
| Patschkauer Weg (Lage)             | 0350 (im Ortsteil)                                                                     | Patschkau, Stadt in Oberschlesien (Polen) | 13. Juli 1934        | Von 1893 bis 1934 hieß der Verkehrsweg Goebenstraße. Er liegt zwischen Unter den Eichen und Schwendenerstraße. Der Abschnitt nördlich der Altensteinstraße gehört zu Dahlem, im Ortsteil liegen die Grundstücke 1–43 (ungerade) und 2–40 (gerade). | Patschkauer Weg                                                                            |
| Paulinenplatz (Lage)               | 030 × 30× 25 dreieckig                                                                 | Pauline, weiblicher Vorname | 17. Nov. 2020        | Der dreieckige Platz liegt an der Einmündung der Paulinenstraße in den Kadettenweg. Er hieß bereits von 1895 bis 1935 so, war seitdem aber bis 2020 namenloses Straßenland. Auf dem Platz steht ein Gedenkstein für die Absolventen der ehemaligen Preußischen Hauptkadettenanstalt. | Paulinenplatz Berlin                                                                       |
| Paulinenstraße (Lage)              | 0470                                                                                   | Pauline, weiblicher Vorname | vor 1893             | Die Herkunft des Namens oder ein konkreter Bezug für die Namenswahl sind nicht bekannt. Die Endpunkte der Paulinenstraße sind der Kadettenweg (bis 1933 Sternstraße) und die Finckensteinallee (bis 1933 Zehlendorfer Straße). Die Hausnummern umfassen 1 bis 29 und verlaufen in Hufeisenform. | Paulinenstraße                                                                             |
| Persantestraße (Lage)              | 0460                                                                                   | Persante, Fluss in Polen | 29. Jan. 1937        | Die Persantestraße zwischen Dahlemer Weg und Goerzallee gehörte bis zur Berliner Gebietsreform am 1. April 1938 zu Zehlendorf. | Persantestraße                                                                             |
| Pertisauer Weg (Lage)              | 0460                                                                                   | Pertisau, Ort in Tirol | 17. Mai 1930         | Der Weg entstand aus den Planstraßen Straße 65 und Straße 65a des Bebauungsplans. Er verläuft im leichten Bogen zwischen Heiterwanger Weg und Hildburghauser Straße und erschließt eine Villenanlage. | Pertisauer Weg                                                                             |
| Pestalozziplatz (Lage)             | 0060 × 60 × 60                                                                         | Johann Heinrich Pestalozzi (1746–1827), Schweizer Pädagoge | nach 1945; ungeklärt | Der dreieckige Platz wird von Ring-, Lotzestraße und Weißwasserweg begrenzt und Steinäcker-, Spindelmühler und Weddigenweg münden hier. Das Datum der Namensgebung bzw. Anlage des Platzes ist aus den Online-Quellen nicht zu bestimmen. Gemäß den Berliner Adress- und Telefonbüchern bis zum Jahr 1943 gab es in Lichterfelde keinen Pestalozziplatz, jedoch eine Pestalozzistraße. | Pestalozziplatz                                                                            |
| Pfleidererstraße (Lage)            | 0280                                                                                   | Otto Pfleiderer (1839–1908), Theologe | 8. Feb. 1909         | Zuerst als Straße 13 des Bebauungsplans eingerichtet, führt sie von der Ringstraße bis zur Geibelstraße, wobei der Abschnitt zwischen Köhlerstraße und Geibelstraße als Fußweg verläuft. | Johanneskirche · Abschnitt zwischen Köhlerstraße und Geibelstraße                          |
| Pinnauweg (Lage)                   | 0390                                                                                   | Pinnau, Nebenfluss der Elbe in Schleswig-Holstein | 29. Jan. 1937        | Zuerst waren das die Straße 154 und Straße 155 des Bebauungsplans. Der Weg liegt zwischen Seehofstraße und McNair-Promenade. | Berlin-Lichterfelde Pinnauweg                                                              |
| Platz der US Berlin Brigade (Lage) | 140 × 140                                                                              | bis 1994 in Lichterfelde stationierte Berlin Brigade der US-amerikanischen Streitkräfte | 1. Juni 2000         | Der Platz liegt zwischen der Billy-Wilder-Promenade und der Harry-S.-Truman-Allee auf ehemaligem Kasernengelände. | Platz der US Berlin Brigade                                                                |
| Platz des 4. Juli (Lage)           | 0470 × 60                                                                              | 4. Juli, Nationalfeiertag der Vereinigten Staaten von Amerika | 3. Dez. 1976         | Der vorherige Name war Vierter Ring (1976). Das Teilstück des Speerschen Ringsystems erhielt seinen Namen anlässlich des 200. Jahrestags der Unabhängigkeitserklärung der USA. Er ist eine breite asphaltierte Fläche, auf der durch Fahrbahnmarkierung am westlich Rand eine Straße geführt wird. Der Platz grenzt östlich an den Parkfriedhof Lichterfelde. | Platz des 4. Juli                                                                          |
| Pößnecker Straße (Lage)            | 0420                                                                                   | Pößneck, Stadt in Thüringen | 13. Juli 1934        | Der vorherige Name war Katharinenstraße (vor 1901–1934). Sie verläuft als Verlängerung der Oberhofer Straße zunächst ostwärts und knickt dann nach Süden ab. Hier mündet die Pößnecker straße auf die Georgenstraße. | Pößnecker Straße                                                                           |
| Potsdamer Straße (Lage)            | 1120 im Ortsteil                                                                       | Potsdam, Stadt in Brandenburg, in deren Richtung die Straße führt | vor 1893             | Sie liegt zwischen Finckensteinallee und Baseler Straße und umfasst im Ortsteil die Parzellen 1 bis 67 (gerade und ungerade). Einzelne Nummern sind jedoch nach der Straßenübersicht des Amtes für Statistik dem Ortsteil Zehlendorf zugeordnet (Nr. 1, 2, 3–7, 4–8, 11–53 und 12–54). | Potsdamer Straße                                                                           |
| Prausestraße (Lage)                | 0470                                                                                   | Oswald Prause (1844–1921), Lichterfelder Kommunalpolitiker | 14. Sep. 1927        | Die vorherigen Namen waren Richardstraße (vor 1905–1927) und Hedwigstraße (vor 1901–1927). Die Prausestraße verläuft südlich der Bahnlinie und verbindet mit zweimaligem Abknicken die Drakestraße mit dem Tietzeweg. Auf ihrer südlichen Seite stehen einheitlich gestaltete Mehrfamilien-Häuserzeilen. | Prausestraße                                                                               |
| Prettauer Pfad (Lage)              | 0470                                                                                   | Prettau, Ort in Südtirol | 15. Dez. 1930        | Der Pfad entstand aus Straße G und teilweise Straße 80 des Bebauungsplans. Er geht südwestwärts von der Wismarer Straße ab und mündet in die Bröndbystraße. Außerdem besitzt er einen Querast. | Prettauer Pfad                                                                             |
| Prinzenstraße (Lage)               | 0250                                                                                   | Prinz, männlicher Nachkomme eines Fürstenhauses | vor 1893             | Sie liegt zwischen Morgenstern- und Bogenstraße. | Prinzenstraße                                                                              |
| Promenadenstraße (Lage)            | 0630                                                                                   | Promenadencharakter der Straße | vor 1893             | Die Straße zwischen Ostpreußendamm und Jungfernstieg wird durch den Marienplatz unterbrochen, der mit der kreuzenden Promenaden- und Marienstraße als Zentralplatz der Villensiedlung vorgesehen war. | Promenadenstraße                                                                           |
| Réaumurstraße (Lage)               | 0700                                                                                   | René-Antoine Ferchault de Réaumur (1683–1757), französischer Wissenschaftler | 1. Okt. 1969         | Der vorherige Name war Landstraße (1895–1905). 1969 wurden ein Teil des Lichterfelder Landwegs sowie die Straße 530 des Bebauungsplans in Réaumurstraße benannt. Die Straße gehört zur ab 1970 entstandenen „Thermometersiedlung“, deren Hauptstraßen nach den Begründern der Temperaturmessung benannt wurden. | Réaumurstraße · Réaumurstraße                                                              |
| Reichensteiner Weg (Lage)          | 0260 (im Ortsteil)                                                                     | Reichenstein, Stadt in Niederschlesien, nach 1945 Złoty Stok in Polen | 13. Juli 1934        | Die Straße hieß von 1895 bis 1934 Zietenstraße. Sie liegt zwischen Schwendener Straße und Unter den Eichen. Der Abschnitt nördlich der Altensteinstraße befindet sich in Dahlem, zum Ortsteil gehören die Grundstücke 1–21 (ungerade) und 2–22 (gerade). | Patschkauer Weg                                                                            |
| Reinacher Zeile (Lage)             | 0100                                                                                   | Reinach, Ort in der Schweiz (Kanton Basel-Landschaft) | 25. Sep. 2000        | Die Privatstraße liegt im „Schweizer Viertel“ und geht von der Lausanner Straße südwärts ab. | Reinacher Zeile                                                                            |
| Resedenstraße (Lage)               | 0290                                                                                   | Resedagewächse, Pflanzenfamilie | 6. Okt. 1910         | Sie wurde als Straße 10a des Bebauungsplans eingerichtet und liegt zwischen Hindenburgdamm und Nelkenstraße. | Resedenstraße                                                                              |
| Resselsteig (Lage)                 | 0280                                                                                   | Josef Ressel (1793–1857), österreichischer Forstbeamter und Erfinder | 3. Nov. 1938         | Der Resselsteig entstand durch Zusammenführung und Benennung der Straßen 73 und 264 des Bebauungsplans. Er führt von der Scheelestraße in Nordwestrichtung, macht dann einen Rechts-links-Schwenk und führt auf die Koloniestraße. | Resselsteig                                                                                |
| Ringstraße (Lage)                  | 2340                                                                                   | geplanter Ring durch Lichterfelde West | vor 1878             | Der Abschnitt der Ringstraße zwischen Zehlendorfer und Luzerner Straße wurde am 27. April 1899 in Carstennstraße umbenannt. In dem verbliebenen Teil der Ringstraße stehen das Lilienthal-Gymnasium und das Amtsgericht Lichterfelde. Sie ist eine ruhige Straße mit Villenbestand. | Ringstraße · Amtsgericht Lichterfelde                                                      |
| Ritterstraße (Lage)                | 0330                                                                                   | J. Ritter (vor 1870–nach 1901), Kommunalpolitiker, von 1885 bis 1901 Armenpfleger in Steglitz                                                                                                | vor 1901             | Sie liegt zwischen Marienplatz (westliche Ecke) und Ostpreußendamm (zur Zeit der Benennung Berliner Straße). | Ritterstraße                                                                               |
| Roonstraße (Lage)                  | 0560                                                                                   | Albrecht von Roon (1803–1879), preußischer Generalfeldmarschall | vor 1878             | Sie liegt zwischen Hindenburgdamm und Moltkestraße. | Roonstraße                                                                                 |
| Rotdornweg (Lage)                  | 0200                                                                                   | Rotdorn, Pflanzenart | 31. Dez. 1924        | Die Straße liegt auf dem Siedlungsgelände der „Groß-Berliner Heimstätten-, Erwerbs- und Baugenossenschaft“. | Rotdornweg                                                                                 |
| Rühmkorffstraße (Lage)             | 0160                                                                                   | Heinrich Daniel Rühmkorff (1803–1877), Mechaniker und Elektrotechniker | 9. Aug. 1929         | Zuerst als Straße 71 des Bebauungsplans eingerichtet, verbindet sie die Scheelestraße mit dem Steinheilpfad. | Rühmkorffstraße                                                                            |
| Rütliplatz (Lage)                  | 0100 × 100 × 50 spitzwinkliges Dreieck                                                 | Rütli, Bergwiese in der Schweiz und Ort des Rütlischwurs | 3. Okt. 1908         | Er wurde als Platz I des Bebauungsplans eingerichtet. Der Rütliplatz wird umgeben von der Carstennstraße (westlich), dem Genfer Weg (nördlich) und der Berner Straße (östlich). | Rütliplatz                                                                                 |
| Ruthnerweg (Lage)                  | 0410                                                                                   | Anton von Ruthner (1817–1897), österreichischer Bergsteiger, Geograf und Schriftsteller | 9. Aug. 1929         | Zuerst als Straße A des Bebauungsplans eingerichtet, wurde er einschließlich zweier Stichstraßen benannt. | Ruthnerweg                                                                                 |
| Saaleckplatz (Lage)                | 0080 × 50                                                                              | Burg Saaleck, Burgruine in Sachsen-Anhalt | 6. Aug. 1937         | Vor 1893 als Kaiserplatz im Zentrum des Thüringischen Viertels angelegt, wurde er 1937 umbenannt. | Saaleckplatz                                                                               |
| Salzunger Pfad (Lage)              | 0220                                                                                   | Bad Salzungen, Kreisstadt in Thüringen | 17. Mai 1930         | Der Pfad wurde als Straße 6 des Bebauungsplans eingerichtet. Er verläuft in Nord-Süd-Führung zwischen Hasselfelder Weg und Am Pfuhl. Sein nördlicher Abschnitt erschließt Villengrundstücke, im südlichen Bereich wurden Mehrfamilienhäuserzeilen errichtet. | Salzunger Pfad                                                                             |
| Sandhofweg (Lage)                  | 0250                                                                                   | Sandhof, Anwesen der Familie von Andreas Hofer in Südtirol | 18. Jan. 1936        | Der Weg wurde als Straße 207 des Bebauungsplans eingerichtet. Er geht westwärts von der Schütte-Lanz-Straße ab, nach etwa 95 Metern knickt er nach Süden ab, kreuzt den Silzer Weg und endet als Sackgasse. | Sandhofweg                                                                                 |
| Sarntaler Weg (Lage)               | 0340                                                                                   | Sarntal, Gebirgstal mit gleichnamiger Gemeinde Sarntal in Südtirol | 17. Mai 1930         | Der Weg wurde als Straße 58 des Bebauungsplans eingerichtet. Er geht nordwestwärts vom Lichterfelder Ring ab, nach der Kreuzung mit dem Tuxer Steig macht er einen Knick gen Osten und endet am Graben. | Sarntaler Weg                                                                              |
| Scheelestraße (Lage)               | 1040                                                                                   | Carl Wilhelm Scheele (1742–1786), deutsch-schwedischer Chemiker und Apotheker | 9. Aug. 1929         | Als Straße 69 des Bebauungsplans eingerichtet, endete die Straße zunächst westlich am Geitnerweg und wurde am 2. November 1953 zur Osdorfer Straße verlängert. Ein um 1957 erbauter Abzweig gegenüber der Glauberstraße führt zu einem Kindergarten und zum Vereinsgelände des Tennisclubs „BTTC Grün-Weiss“. | Scheelestraße · Zufahrt zum Tennisclub                                                     |
| Schillerstraße (Lage)              | 0760                                                                                   | Friedrich Schiller (1759–1805), Dichter | vor 1893             | Sie liegt zwischen Giesensdorfer und Morgensternstraße und geht über letztere weiter als Stichstraße bis zum Bahndamm. Ende des 19. Jahrhunderts befand sich auf einer Fläche zwischen Schillerstraße, Berliner Straße, Marienstraße und Wilhelmstraße ein Pädagogium – eine elitäre Knaben-Erziehungsanstalt (s. Karte von 1892 in der Einleitung). | Schillerstraße 1e                                                                          |
| Schloßstraße (Lage)                | 0200 (im Ortsteil)                                                                     | Gutshaus Steglitz, das auch als „Schloss“ bezeichnet wird | um 1860              | Der vorherige Name war Potsdamer Chaussee (1792 bis um 1860). Nur der Bereich zwischen Hindenburgdamm und Am Fichtenberg liegt mit den Grundstücken 60–63 in Lichterfelde. Das Straßenland und der deutlich größere Teil der Schlossstraße liegen in Steglitz. | Berlin-Lichterfelde Schloßstraße 60                                                        |
| Schöffenstraße (Lage)              | 0210                                                                                   | Schöffe | 31. Dez. 1924        | 1924 wurde die Verlängerung der Langen Straße in der Kriegerheimsiedlung zwischen dem Blaumeisenweg und Am Pfarracker in Schöffenstraße benannt. An der Schöffenstraße liegen die Grundstücke 1, 1a, 2 an der Nordseite und gegenüber 2a–6 (fortlaufend), die Grundstücke Ecke Zeisigweg gehören zu diesem. | Schöffenstraße                                                                             |
| Schöppinger Straße (Lage)          | 0170                                                                                   | Schöppingen, Gemeinde in Nordrhein-Westfalen | 13. Aug. 1930        | Sie wurde als Straße 41b des Bebauungsplans eingerichtet. Sie geht ostwärts von der Schwelmer Straße ab und führt nach einem Schwenk auf die Dunstener Straße. Beiderseits stehen längs der Straße zweigeschossige Mehrfamilienhäuser in einheitlicher Bebauung. | Schöppinger Straße                                                                         |
| Schottmüllerstraße (Lage)          | 1330                                                                                   | Konrad Schottmüller (1841–1893), Historiker | 14. Sep. 1927        | Bis zur Berliner Gebietsreform am 1. April 1938 gehörte die Straße zwischen Finckensteinallee und Osteweg zu Zehlendorf. | Schottmüllerstraße                                                                         |
| Schubertstraße (Lage)              | 0070                                                                                   | Franz Schubert (1797–1828), österreichischer Komponist | vor 1907             | Die Straße von der Curtiusstraße abgehend gehörte bis zur Berliner Gebietsreform am 1. April 1938 zu Zehlendorf. | Schubertstraße                                                                             |
| Schütte-Lanz-Straße (Lage)         | 1100                                                                                   | Johann Schütte (1873–1940) und Karl Lanz (1873–1921), Gründer der Firma Schütte-Lanz | 3. März 1933         | Vor 1893 bereits als Steinstraße angelegt, wurde sie 1933 umbenannt. An der Straße befinden sich die Lilienthal-Gedenkstätte und der Lilienthalpark mit dem Fliegeberg. | Eingang zur Lilienthal-Gedenkstätte · Schütte-Lanz-Straße                                  |
| Schwarzdornweg (Lage)              | 0170                                                                                   | Schwarzdorn, Pflanzenart | 31. Dez. 1924        | Der vorherige Name war Tannenweg (1922–1924). Die Straße liegt auf dem Siedlungsgelände der „Groß-Berliner Heimstätten-, Erwerbs- und Baugenossenschaft“. | Schwarzdornweg                                                                             |
| Schwatlostraße (Lage)              | 0450                                                                                   | Carl Schwatlo (1831–1884), Architekt | vor 1878             | Sie liegt zwischen Linden- und Osdorfer Straße. | Schwatlostraße                                                                             |
| Schwelmer Straße (Lage)            | 0330                                                                                   | Schwelm, Kreisstadt in Nordrhein-Westfalen | 13. Aug. 1930        | Sie wurde als Straße 41a des Bebauungsplans eingerichtet. Die Schwelmer Straße beginnt mit der Parzelle 1 am Ostpreußendamm, führt dann geradlinig durch das Wohngebiet mit den einheitlich gebauten zweigeschossigen Mehrfamilienhäusern und mündet bei Parzelle 45 auf den Holtheimer Weg. Beiderseits säumen vor allem Birken die Straße. | Schwelmer Straße                                                                           |
| Seehofstraße (Lage)                | 0660 (im Ortsteil)                                                                     | Seehof, Ortsteil der Stadt Teltow in Brandenburg | um 1896              | Der nordwestliche Teil der Straße verläuft in Zehlendorf, im Ortsteil liegen die Grundstücke 101–151a (ungerade) und 102–152 (gerade). Um 1896 wurde die Straße benannt und noch im Straßenführer von 1929 ist sie nur für Zehlendorf eingetragen. In Steglitz war der heutige Verlauf als Straße 9 und ab 1919 als Straße 161 im Bebauungsplan eingerichtet. Die Verlängerung in Lichterfelde vom Dahlemer Weg zum Osteweg wurde zwischen 1929 und 1937 angelegt. | Seehofstraße                                                                               |
| Siemensstraße (Lage)               | 0150 (im Ortsteil)                                                                     | Werner von Siemens (1816–1892), Erfinder und Unternehmer | 24. Feb. 1897        | Der größte Teil der Straße verläuft in Lankwitz. Zu Lichterfelde gehören die Grundstücke 37–41. Der Teil der Berliner Straße zwischen Albrechtstraße und Groß-Lichterfelder Gemarkungsgrenze wurde in Siemensstraße umbenannt. | Berlin-Lichterfelde Siemensstraße                                                          |
| Silzer Weg (Lage)                  | 0230                                                                                   | Silz, Ort in Tirol | 17. Mai 1930         | Der Weg entstand aus Straße 53 und Straße 57 des Bebauungsplans. Er verbindet die Stanzer Zeile (östlich) mit dem Achenseeweg (westlich). An dieser Stelle bildet er eine kleine weiterführende Stichstraße. | Silzer Weg                                                                                 |
| Sittener Zeile (Lage)              | 0100                                                                                   | Sitten, Schweizer Stadt | 25. Sep. 2000        | Die Privatstraße liegt im „Schweizer Viertel“, südlich von der Lausanner Straße abgehend. | Sittener Zeile                                                                             |
| Soester Straße (Lage)              | 0400                                                                                   | Soest, Kreisstadt in Nordrhein-Westfalen | 8. Aug. 1935         | Vor 1893 als Schmidtstraße angelegt wurde sie 1935 umbenannt. Sie verläuft zwischen Lindenstraße und Feldstraße. An der Kreuzung mit der Müllerstraße ist die leicht abgewinkelt. | Soester Straße                                                                             |
| Söhtstraße (Lage)                  | 0330                                                                                   | Alfred Söht (1859–1897), Landschaftsgärtner und Kommunalpolitiker in Lichterfelde | 23. Juni 1902        | Sie wurde als Straße 50 des Bebauungsplans eingerichtet. Die Söhtstraße geht nordwestlich vom Wüllenweberweg ab, macht dann einen Knick nach Südwesten und mündet in die Ringstraße. | Söhtstraße                                                                                 |
| Sondershauser Straße (Lage)        | 0520 (im Ortsteil)                                                                     | Sondershausen, Kreisstadt in Thüringen | 20. Aug. 1917        | Am 12. November 1925 wurde der Grüne Weg zwischen der Straße 24a und Marienfelder Straße in die Sondershauser Straße einbezogen und am 9. August 1929 noch die Verlängerung zum Landweg (dem späteren Lichterfelder Ring). Der nördliche Teil der Straße verläuft in Lankwitz. | Sondershauser Straße                                                                       |
| Sonneberger Weg (Lage)             | 0320                                                                                   | Sonneberg, Kreisstadt in Thüringen | 20. Juli 1960        | Der Weg wurde vor 1893 als Ahornstraße angelegt. Der Teil des Sonneberger Wegs zwischen Geraer Straße und Hildburghauser Straße wurde als Verlängerung am 1. Mai 1963 in Geraer Straße umbenannt. | Sonneberger Weg                                                                            |
| Sophienstraße (Lage)               | 0160                                                                                   | Sophie, weiblicher Vorname | vor 1893             | Sie liegt zwischen Kyllmannstraße und Tietzenweg. | Sophienstraße                                                                              |
| Sophie-Taeuber-Arp-Weg (Lage)      | 0260                                                                                   | Sophie Taeuber-Arp (1889–1943), Schweizer Malerin, Bildhauerin und Tänzerin | 25. Sep. 2000        | Die Privatstraße liegt im „Schweizer Viertel“ zwischen Lausanner und Altdorfer Straße. | Sophie-Taeuber-Arp-Weg                                                                     |
| Spindelmühler Weg (Lage)           | 0420                                                                                   | Spindelmühle, Urlaubsort in Tschechien | 13. Juli 1934        | 1905 wurden die Schenkendorfstraße und 1900 die Körnerstraße im Straßenzug angelegt und 1934 gemeinsam umbenannt. | Spindelmühler Weg                                                                          |
| Stadtilmer Weg (Lage)              | 0120 (im Ortsteil)                                                                     | Stadtilm, Stadt in Thüringen | 14. Apr. 1936        | Der östliche Teil der Straße verläuft in Marienfelde, im Ortsteil liegen die Grundstücke 1–9 (ungerade) und 4–14 (gerade). In Steglitz wurde die Straße, vorher Straße 212 des Bebauungsplans, bereits am 14. April 1936 benannt. 1965 erhielten auch die auf Tempelhofer Gebiet liegenden Straßen 441 und 149 den Namen Stadtilmer Weg. | Berlin-Lichterfelde Stadtilmer Weg                                                         |
| Stanzer Zeile (Lage)               | 0780                                                                                   | Stanz bei Landeck, Ort in Tirol | 14. Mai 1930         | Der Verkehrsweg wurde in den Teilen Straße 62, Straße 64 und Straße 64a des Bebauungsplans eingerichtet. Die Zeile ist eine ruhige Wohnstraße, die überwiegend mit großzügigen Einfamilienhäusern bebaut ist. | Stanzer Zeile                                                                              |
| Steinäckerstraße (Lage)            | 0390                                                                                   | Eduard von Steinaecker (1818–1896), preußischer General | vor 1893             | Sie liegt zwischen Pestalozziplatz und Kommandantenstraße. | Steinäckerstraße 7 · Steinäckerstraße 15                                                   |
| Steinheilpfad (Lage)               | 0190                                                                                   | Carl August von Steinheil (1801–1870), Physiker und Unternehmer | 9. Aug. 1929         | Der Pfad wurde als Straße 70 des Bebauungsplans angelegt. Er liegt zwischen Hildburghauser Straße (Parzelle 1), verläuft zunächst südwärts. Nach etwa 70 Metern zweigt die Rühmkorffstraße nach Südosten ab, der Steinheilpfad geht ab hier westwärts weiter und mündet in die Glauberstraße (Parzelle 17). | Steinheilpfad                                                                              |
| Steinmetzstraße (Lage)             | 0490                                                                                   | Karl Friedrich von Steinmetz (1796–1877), preußischer Generalfeldmarschall | vor 1893             | Sie liegt zwischen Boninstraße und Fürstenstraße. | Steinmetzstraße                                                                            |
| Stephaniweg (Lage)                 | 0110                                                                                   | Karl Friedrich Stephani (1812–1894), Pfarrer in Giesensdorf und Steglitz | 4. Nov. 1935         | Der Stephaniweg war bis 1935 ein unbenannter Privatweg zwischen Brauerstraße und Haselfelder Weg. | Stephaniweg                                                                                |
| Stockweg (Lage)                    | 0140                                                                                   | Julius August Stock (1863–1924), Pfarrer in Lichterfelde | 23. Jan. 1931        | Vor 1893 war hier bereits die Neue Dorfstraße angelegt worden. | Stockweg                                                                                   |
| Störstraße (Lage)                  | 0430                                                                                   | Stör, Nebenfluss der Elbe in Schleswig-Holstein | 29. Jan. 1937        | Sie wurde als Straße 161 des Bebauungsplans eingerichtet. Sie verläuft im leichten Bogen zwischen Darser Straße und Persantestraße. Südwestlich von der Persantestraße abgehend führt eine als Spielstraße ausgewiesene Stichstraße zu einem parkähnlich gestalteten Garagenkomplex. | Störstraße                                                                                 |
| Stubenrauchstraße ()               | 0230                                                                                   | Ernst von Stubenrauch (1853–1909), Landrat des Kreises Teltow | vor 1893             | Die ruhige Wohnstraße ist mit Stadtvillen bebaut und liegt zwischen Drakestraße und Augustastraße. | Stubenrauchstraße                                                                          |
| Teltower Damm (Lage)               | 0180 (im Ortsteil)                                                                     | Teltow, Stadt in Brandenburg, in deren Richtung die Straße verläuft | 13. Juli 1934        | Die vorherigen Namen oder Abschnitte waren Teltower Straße (vor 1878–vor 1912), Teltower Chaussee (um 1912–1934) und Hauptstraße (vor 1878–1934). Im Jahr 1892 befanden sich an der Chaussee ein Soolbad und eine Gemeinde-Badeanstalt, wie anhand der Karte von 1892 zu sehen ist (s. oben rechts). Und nördlich des Dorfkerns gab es das Rekonvaleszentenhaus des Johanniterordens. Die Teltower Chaussee sowie der Abschnitt der Hauptstraße zwischen Bahnhof Zehlendorf und Berliner Straße wurden 1934 in Teltower Damm umbenannt. 1991 erhielt der am Teltower Damm liegende Teil der Straße Am Gutshof in Schönow ebenfalls den Namen Teltower Damm. Der größte Teil der Straße verläuft in Zehlendorf. Zu Lichterfelde gehören nur die südlich des Beeskowdamms gelegenen Grundstücke 279–283 (ungerade). | Teltower Damm                                                                              |
| Teltowkanalstraße (Lage)           | 0050 (im Ortsteil)                                                                     | Teltowkanal | vor 1913             | Zuerst Straße 65a des Bebauungsplans, verläuft die Straße parallel zum unweit gelegenen Teltowkanal. Der größte Teil der Straße liegt in Lankwitz, zum Ortsteil gehören die Grundstücke 16 und 17. | Berlin-Lichterfelde Teltowkanalstraße                                                      |
| Theklastraße (Lage)                | 0430                                                                                   | Thekla, weiblicher Vorname | vor 1893             | Sie liegt zwischen Altdorfer Straße und Finckensteinallee. | Theklastraße                                                                               |
| Thuner Platz (Lage)                | 0070 × 70 halbkreisförmig                                                              | Thun, Stadt in der Schweiz | 3. Okt. 1908         | Zuerst als Platz H des Bebauungsplans eingerichtet, wird er südlich von der Luzerner Straße begrenzt und die Thuner Straße mündet von Norden und die Appenzeller von Süden. Im Nordosten des Platzes steht die J.-S.-Bach-Kirche. | Thuner Platz                                                                               |
| Thuner Straße (Lage)               | 0300                                                                                   | Thun, Stadt in der Schweiz | 3. Okt. 1908         | Zuerst Straße 23 des Bebauungsplans, liegt sie zwischen Lausanner Straße und Thuner Platz. | Thuner Straße                                                                              |
| Tietzenweg (Lage)                  | 1610                                                                                   | Richard Tietzen (1858–1935), Architekt | 10. Okt. 1936        | Er liegt zwischen Unter den Eichen und Hindenburgdamm. Vor 1893–1936 hieß er Dahlemer Straße und reichte zu Beginn des 20. Jahrhunderts von der Lichterfelder Dorfaue im Süden bis Dahlem-Dorf im Norden und war die Richtungsstraße nach Dahlem. 1903 begann die „Kommission zur Aufteilung der Domäne Dahlem“ mit dem Ausbau der Straße auf Dahlemer Gebiet. 1905 wurde sie auf Dahlemer Gebiet in Fabeckstraße umbenannt, der Lichterfelder Teil erhielt diesen Namen erst 1924. Der Abschnitt zwischen der Straße Unter den Eichen und dem Dorfanger Lichterfelde existierte noch bis 1936 als Dahlemer Straße und erhielt dann den Namen Tietzenweg. | Tietzenweg · Nicolaus-August-Otto-Oberschule                                               |
| Tollensestraße (Lage)              | 0620                                                                                   | Tollense, Nebenfluss der Peene in Mecklenburg-Vorpommern | 29. Jan. 1937        | Zuerst Straße 165 des Bebauungsplans, liegt sie zwischen Alsterweg und Darser Straße. | Tollensestraße                                                                             |
| Troppauer Straße (Lage)            | 0450                                                                                   | Troppau, Stadt in Tschechien | 13. Juli 1934        | Nach 1910 wurde sie als Reuterstraße angelegt. | Troppauer Straße                                                                           |
| Tulpenstraße (Lage)                | 0720                                                                                   | Tulpen, Pflanzengattung | 6. Okt. 1908         | Zuerst als Straße 9 des Bebauungsplans eingerichtet, liegt sie im „Blumenviertel“. | Tulpenstraße · Tulpenstraße Martin-Luther-Kirche                                           |
| Tuxer Steig (Lage)                 | 0150                                                                                   | Tux, Ort in Tirol | 17. Mai 1930         | Zuerst als Straße 60a des Bebauungsplans eingerichtet, liegt der Steig im „Schweizer Viertel“ zwischen Sarntaler und Achenseeweg. | Tuxer Steig                                                                                |
| Undinestraße (Lage)                | 0730                                                                                   | Undine, Oper von Albert Lortzing | 9. Juni 1933         | 1908 als Lortzingstraße angelegt, wurde diese mit der Schumannstraße 1933 zusammengefasst und neu benannt. 1959 wurde der Abschnitt der früheren Schumannstraße aufgehoben, da auf diesem Gelände das Klinikum Steglitz der Freien Universität entstand. | Undinestraße                                                                               |
| Unter den Eichen (Lage)            | 2360                                                                                   | Eichen, mit denen die Straße beiderseits bepflanzt wurde | 6. Jan. 1911         | Von 1792 bis 1911 war die Straße der Verbindungsweg Potsdamer Chaussee. Die Nordseite der Straße westlich der Habelschwerdter Allee gehört zu Dahlem, zum Ortsteil gehören die Grundstücke 1–63, 84e–96 (fortlaufend) und 97–135 (rücklaufend). An der Straße befinden sich der Botanische Garten und die Bundesanstalt für Materialprüfung. Sie ist eine verkehrsreiche Ein- und Ausfallstraße, auf der die Bundesstraße 1 verläuft, mit breitem Mittelstreifen und vorwiegend zwei Fahrspuren in jeder Richtung, teilweise mit geschlossener Wohnblockbebauung. | Unter den Eichen (Asterplatz)                                                              |
| Veilchenstraße (Lage)              | 0120                                                                                   | Veilchen, Pflanzengattung | 6. Okt. 1908         | Vorher war sie die Verlängerung der Margaretenstraße zwischen Dahlemer Straße und Straße 10. Sie liegt zwischen Tietzenstraße und Tulpen-/Hortensienstraße. | Veilchenstraße                                                                             |
| Verlängerte Georgenstraße (Lage)   | 0150                                                                                   | westliche Verlängerung der nach dem Vornamen Georg benannten Georgenstraße | 1934                 | Im Bebauungsplan zuerst Straße 76 genannt, liegt sie zwischen Hildburghauser und Pößnecker Straße, zur Georgenstraße und Mariannenstraße führt nur ein Fußweg. | Verlängerte Georgenstraße                                                                  |
| Viktoriaplatz (Lage)               | 0060 kreisförmig                                                                       | Victoria von Großbritannien und Irland (1840–1901), Königin von Preußen und Deutsche Kaiserin                                                                                                | vor 1893             | Der Platz diente um die Jahrhundertwende als Wochenmarkt. Er wird durch den Gardeschützenweg geteilt, die Kylmannstraße wird unterbrochen und von Südosten mündet die Viktoriastraße. | Viktoriaplatz                                                                              |
| Viktoriastraße (Lage)              | 0440                                                                                   | Victoria von Großbritannien und Irland (1840–1901), Königin von Preußen und Deutsche Kaiserin                                                                                                | vor 1893             | Sie liegt zwischen Viktoriaplatz und Augustaplatz. | Viktoriastraße                                                                             |
| Waadter Zeile (Lage)               | 0120                                                                                   | Waadt, Schweizer Kanton | 25. Sep. 2000        | Die Privatstraße liegt im Schweizer Viertel zwischen Lausanner Straße und Goerzallee. | Berlin-Lichterfelde Waadter-Zeile                                                          |
| Wallendorfer Weg (Lage)            | 0200                                                                                   | Wallendorf, Ortsteil der Stadt Neuhaus am Rennweg in Thüringen | 13. Juli 1934        | Zuerst als Straße 210 des Bebauungsplans eingerichtet, liegt der Weg zwischen Pößnecker und Verlängerter Georgenstraße. | Wallendorfer Weg                                                                           |
| Walter-Linse-Straße (Lage)         | 0270                                                                                   | Walter Linse (1903–1953), Jurist und Opfer des Stalinismus, wohnte in dieser Straße und wurde von hier in die DDR entführt                                                                   | 10. Juni 1961        | Die vorherigen Namen waren Reichenheimstraße (vor 1893–vor 1901) und Gerichtsstraße (vor 1901–1961). Sie verbindet die Drakestraße mit der Ringstraße und besitzt einen südlichen Ast. | Walter-Linse-Straße                                                                        |
| Waltroper Platz (Lage)             | 0130 × 30                                                                              | Waltrop, Stadt in Nordrhein-Westfalen | 10. Apr. 1931        | Der Platz war zuerst nur eine platzförmige Erweiterung des Straßenzugs Waltroper Weg. | Waltroper Platz                                                                            |
| Waltroper Weg (Lage)               | 0200                                                                                   | Waltrop, Stadt in Nordrhein-Westfalen | 10. Apr. 1931        | Vorher war er eine Aufteilungsstraße auf dem Grundstück der Weberschen Erben. Er liegt zwischen Berliner Straße und Schwatlostraße. | Waltroper Weg                                                                              |
| Weddigenweg (Lage)                 | 1250                                                                                   | Otto Weddigen (1882–1915), Kapitänleutnant und U-Boot-Kommandant im Ersten Weltkrieg | 26. Mai 1915         | Vor 1893 bereits als Bellevuestraße angelegt, wurde er 1915 umbenannt. | Weddigenweg                                                                                |
| Weißdornweg (Lage)                 | 0160                                                                                   | Weißdorne, Pflanzengattung | 31. Dez. 1924        | Die Straße liegt auf dem Siedlungsgelände der „Groß-Berliner Heimstätten-, Erwerbs- und Baugenossenschaft“. | Weißdornweg                                                                                |
| Weißwasserweg (Lage)               | 0500                                                                                   | Weißwasser, Quellfluss der Elbe in Tschechien | 1. Apr. 1969         | Im Jahr 1905 wurden hier die Pestalozzistraße und vor 1925 die Helmholtzstraße angelegt, die dann im Jahr 1969 zusammengefasst und umbenannt wurden. Für 1906 weist das Berliner Adressbuch für die Pestalozzistraße drei Parzellen mit fertigen Bauten aus, (eine Straßenseite zwischen Ringstraße und Gemarkung Zehlendorf), auf der anderen Straßenseite befinden sich Baustellen. | Weißwasserweg                                                                              |
| Westfalenring (Lage)               | 0670                                                                                   | Westfalen, ehemalige preußische Provinz | 1. Juli 1964         | Zuerst wurde der Ring als Straße 521 des Bebauungsplans eingerichtet. Er bildet einen halbkreisförmigen Straßenzug, der nach Süden vom Holtheimer Weg abgeht, an seinem Wendepunkt geht der Gronauer Weg ab. | Westfalenring                                                                              |
| Wiedenbrücker Weg (Lage)           | 0200                                                                                   | Wiedenbrück, Stadtteil von Rheda-Wiedenbrück in Nordrhein-Westfalen | 23. Jan. 1931        | Sie liegt im „Westfälischen Viertel“ zwischen Schwatlo- und Lindenstraße. | Wiedenbrücker Weg                                                                          |
| Wienroder Pfad (Lage)              | 0190                                                                                   | Wienrode, Stadtteil von Blankenburg in Sachsen-Anhalt | 17. Mai 1930         | Zuerst als Straße 5 des Bebauungsplans eingerichtet, liegt er zwischen Hasselfelder Weg und Am Pfuhl. | Wienroder Pfad                                                                             |
| Wiesenweg (Lage)                   | 0220                                                                                   | nach den „Birkbuschwiesen“, zu denen der Weg führte | um 1900              | Das Straßenland und die östliche Straßenseite gehören zu Lankwitz, zum Ortsteil gehören die Grundstücke 1–6a. | Berlin-Lichterfelde Wiesenweg                                                              |
| Willdenowstraße (Lage)             | 0620                                                                                   | Carl Ludwig Willdenow (1765–1812), Botaniker | vor 1910             | Sie verläuft an der Westseite des Botanischen Gartens zwischen Altensteinstraße und Unter den Eichen. | Willdenowstraße                                                                            |
| William-H.-Tunner-Straße (Lage)    | 0500                                                                                   | William H. Tunner (1906–1983), US-amerikanischer Generalleutnant | 1. Juni 2000         | Sie wurde auf dem Gelände der ehemaligen McNair-Kaserne angelegt. | William-H.-Tunner-Straße                                                                   |
| Wismarer Straße (Lage)             | 0660                                                                                   | Wismar, Hafenstadt in Mecklenburg-Vorpommern | 5. Okt. 1908         | Sie entstand durch Zusammenführung der Straße 24 mit Teilen der Straße 80 des Bebauungsplans. Die Verlängerung der Wismarer Straße wurde am 18. August 1926 einbezogen. Sie ist eine breite Wohnstraße mit Kleingartenanlagen (KGA „Neues Leben“, „Giesendorf“ und „Eugen-Kleine-Brücke“). Ein Denkmalstätte an der Eugen-Kleine-Brücke über den Teltowkanal erinnert an das KZ-Außenlager Lichterfelde. Sie wird vom Teltower Dörferweg (Markierung 15) und dem Teltowkanalweg (Markierung 17) gekreuzt. Historische Fotos sind im Internet verfügbar. | Wismarer Straße                                                                            |
| Wolfensteindamm (Lage)             | 0200 (im Ortsteil)                                                                     | Moses Wolfenstein (1838–1907), Kaufmann | 15. März 1966        | Der Wolfensteindamm entstand als neue Straße im Zusammenhang mit dem Bau der Westtangente. Der gesamte östliche Abschnitt verläuft in Steglitz. Zum Ortsteil gehört die Straßenbreite ab der Ortsteilgrenze (dem Bäkelauf in einer Linie zwischen Bäkepark und Am Bäkequell), die Ortsteilgrenze liegt hier am nördlichen Straßenrand. | Wolfensteindamm                                                                            |
| Woltmannweg (Lage)                 | 0220                                                                                   | Reinhard Woltman (1757–1837), Wasserbauingenieur | 4. Apr. 1934         | Zuerst als Straße 13 des Bebauungsplans eingerichtet, liegt sie zwischen Hildburghauser und Osdorfer Straße. | Woltmannweg                                                                                |
| Wormbacher Weg (Lage)              | 0250                                                                                   | Wormbach, Ortsteil der Stadt Schmallenberg in Nordrhein-Westfalen | 10. Apr. 1931        | Der Weg war zuerst die Straße 41c des Bebauungsplans. Er liegt im „Westfalenviertel“ zwischen Schöppinger Straße und Holtheimer Weg. | Wormbacher Weg                                                                             |
| Wüllenweberweg (Lage)              | 0170                                                                                   | Walther Wüllenweber (1860–1941), Schuldirektor und Gemeindevertreter in Lichterfelde (Mitglied der Armenkommission)                                                                          | 23. März 1925        | Zuerst war der Verkehrsweg die Straße 9 des Bebauungsplans. Er verbindet die Ringstraße (Südwest) mit dem Tietzenweg (Ost). | Wüllenweberstraße Lilienthal-Gymnasium                                                     |
| Wupperstraße (Lage)                | 0550 (teilweise)                                                                       | Wupper, Nebenfluss des Rheins in Nordrhein-Westfalen | 24. Okt. 1922        | Zuerst als Straße 11 des Bebauungsplans eingerichtet, liegt ein Teil der westlichen Straßenseite in Zehlendorf, zum Ortsteil gehören die Grundstücke 1–9 und 17 (ungerade) und 2–14 (gerade). Die Straße ist ab dem Südende des Heinrich-Laehr-Parks die Verlängerung des Dahlemer Wegs. Das südliche Straßenstück (im Bildhintergrund) wurde aufgegeben. Die Straße führte ursprünglich über den Teltowkanal weiter nach Teltow und wurde dort unter dem gleichen Namen fortgesetzt. Zur früher hier stehenden Fritz-Schweitzer-Brücke siehe auch Liste der Brücken über den Teltowkanal. | Wupperstraße                                                                               |
| Zeisigweg (Lage)                   | 0340                                                                                   | Zeisig, Singvogelgattung | 31. Dez. 1924        | Zuerst Straße 24 des Bebauungsplans, liegt der Zeisigweg in der Siedlung des ehemaligen „Gemeinnützigen Bauvereins Kriegerheim“. | Zeisigweg                                                                                  |
| Zerbster Straße (Lage)             | 0800 (ohne Ostseite)                                                                   | Zerbst/Anhalt, Stadt in Sachsen-Anhalt | 18. Jan. 1936        | Vor 1901 als Hermannstraße angelegt, liegt sie zwischen Kies- und Hildburghauser Straße. Die Ostseite der Straße gehört zu Lankwitz, im Ortsteil liegen die Grundstücke 4–72 (gerade) sowie die Straße in der gesamten Breite. | Zerbster Straße                                                                            |
| Zimmerstraße (Lage)                | 0210                                                                                   | Zimmerei von Julius Aßmann, die sich hier befand | 15. Sep. 1879        | Sie geht als Stichstraße südwärts von der Schwatlostraße ab. | Zimmerstraße                                                                               |
| Züricher Straße (Lage)             | 0370                                                                                   | Zürich, Stadt in der Schweiz | 3. Okt. 1908         | Als Straße 18 eingerichtet, wurde am 29. Januar 1937 die Verlängerung einbezogen. Sie liegt im „Schweizer Viertel“ zwischen Aarauer und Basler Straße. | Züricher Straße                                                                            |

## Ehemalige Straßen (Auswahl)
Die in dieser Liste enthaltenen Straßen sind mit den aktuell gültigen wechselseitig verlinkt.
Nicht gesondert aufgenommen sind hier die nach ihrer Richtung in Nachbarorte benannten Straßen sowie eindeutige Benennungen wie Bahnstraße, Parkstraße, Gartenstraße, Hauptstraße, Mittelstraße oder Querstraße, die sich von selbst erklären.
Ausnahmen von diesen Einschränkungen sind gemacht worden, wenn es einen konkreten Namensbezug gibt oder in den ehemaligen Straßen Berichtenswertes aufgefunden wurde.
| Vormaliger Straßenname ggf. Ansicht | Namensherkunft | von           | bis           | umbenannt in                                                          | Anmerkungen |
| ----------------------------------- | --- | ------------- | ------------- | --------------------------------------------------------------------- | --- |
| Albrechtstraße                      | Friedrich Ludwig Leopold von Albrecht (1797–1873), Landrat des Kreises Teltow (1822–1851), zu dem Groß-Lichterfelde gehörte | vor 1893      | 20. Juli 1960 | → Memlingstraße                                                       | Die Albrechtstraße ging von der Dürerstraße ab und führte zum Augustaplatz. Vor der Umbenennung gab es in Groß-Berlin acht Albrechtstraßen. |
| Anhalter Platz                      | Anhalt, historisches Gebiet; der Platzname nimmt Bezug auf den anliegenden Bahnhof                                          | vor 1893      | um Juli 1905  | → Kranoldplatz                                                        | Mit „Anhalter Bahnhof“ wurde die in Groß-Lichterfelde liegende Station der Berlin-Anhalter Bahn bezeichnet. |
| Annastraße                          | Anna, weiblicher Vorname | vor 1893      | 1934          | in die → Hartmannstraße einbezogen                                    | Ein erster Abschnitt dieser Straße erhielt bereits 1909 den Namen Eduard-von-Hartmann-Straße. Der Rest wurde 1934 in den nun auf den Nachnamen reduzierten Straße einbezogen. |
| Arndtstraße                         | Ernst Moritz Arndt (1769–1860), Dichter und Politiker                                                                       | 13. Jan. 1905 | 13. Juli 1934 | → Freiwaldauer Weg                                                    | Der Verkehrsweg wurde nach Bebauungsplan als Straße 86 angelegt. |
| Bastianstraße                       | Adolf Bastian (1826–1905), Ethnologe                                                                                        | 1907          | 3. Nov. 1950  | → Kamillenstraße                                                      | Bis zur Verwaltungsreform 1938 gehörte die Bastianstraße zu Dahlem. |
| Bellevuestraße                      | ,Bellevue’, frz. für „schöne Aussicht“                                                                                      | vor 1893      | 26. Mai 1915  | → Weddigenweg                                                         | Sie verlief zwischen Drakestraße und Ringstraße. Ein konkreter Bezug zu einem Aussichtspunkt oder einer schlossähnlichen Anlage ist nicht überliefert. |
| Bismarckstraße                      | Otto von Bismarck | 1871          | 1879 1961     | Morgensternstraße                                                     | Sie verlief zwischen Wilhelmstraße und Berliner Straße/Bogenstraße. In der Bismarckstraße 3 befand sich das Postamt I mit einer „öffentlichen Fernsprechstelle“, die Parzellen 11–16 gehörten zur Baumschule Koch & Rohlfs. Im Berliner Adressbuch aus der Zeit um 1900 wird ein Bismarck-Denkmal als Sehenswürdigkeit in Groß-Lichterfelde genannt. Die kolorierte Ansichtskarte aus dem Jahr 1910 zeigt die Ecke Berliner Straße Nr. 149/150 und Bismarckstraße mit einem Gründerzeithaus. |
| Dorotheenstraße                     | Dorothea, Kurfürstin von Brandenburg (1636–1689)                                                                            | vor 1893      | 27. Apr. 1899 | → Moltkestraße                                                        | |
| Esmarchstraße                       | Johann Friedrich August von Esmarch (1823–1908), Mediziner                                                                  | vor 1925      | 13. Juli 1937 | → Jägerndorfer Zeile                                                  | |
| Fontanestraße                       | Theodor Fontane (1819–1898), Schriftsteller                                                                                 | vor 1896      | 10. Nov. 1971 | → Adolf-Martens-Straße                                                | |
| Gerichtstraße                       | Amtsgericht Lichterfelde | um 1901       | 10. Juni 1961 | → Walter-Linse-Straße                                                 | |
| Goebenstraße                        | August Karl von Goeben (1816–1880), preußischer General und Militärschriftsteller                                           | vor 1893      | 13. Juli 1934 | → Patschkauer Weg                                                     | |
| Hedwigstraße                        | Hedwig, weiblicher Vorname                                                                                                  | vor 1901      | 1927          | zusammen mit der Richardstraße in → Prausestraße umbenannt            | Gemäß den Recherchen des Luisenstädtischen Vereins könnte als Namensgeberin auch die heilige Hedwig in Frage kommen. Der Verkehrsweg wurde als Straße 10 nach Bebauungsplan angelegt. |
| Helmholtzstraße                     | Hermann Ludwig Ferdinand von Helmholtz (1821–1894), Naturwissenschaftler                                                    | vor 1925      | 1. Apr. 1969  | zusammen mit der Pestalozzistraße in → Weißwasserweg umbenannt        | |
| Helmertweg                          | Friedrich Robert Helmert (1843–1917), deutscher Geodät und Mathematiker                                                     | um 1953       | um 1982       | überbaut, die heute hier stehenden Häuser gehören zur Blochmannstraße | |
| Herrmannstraße                      | Herrmann, männlicher Vorname                                                                                                | vor 1901      | 18. Jan. 1936 | → Zerbster Straße                                                     | |
| Hobrechtstraße                      | Arthur Hobrecht (1824–1912), Jurist und Politiker, Bruder des Stadtplaners James Hobrecht                                   | 1895          | 20. März 1929 | → Devrientweg                                                         | |
| Humboldtstraße                      | Wilhelm von Humboldt (1767–1835), Wissenschaftler und Politiker                                                             | vor 1925      | 13. Juli 1934 | → Gräfenberger Weg                                                    | Infolge der Eingemeindung von Umlandorten gab es in Berlin acht gleichnamige Straßen; diese Humboldtstraße gehörte zuerst zu Zehlendorf. |
| Karlstraße (Carlstraße)             | Karl, männlicher Vorname | vor 1878      | vor 1935      | → Baseler Straße                                                      | Der südliche Abschnitt wurde bereits 1908 umbenannt. |
| Katharinenstraße                    | Katharina, weiblicher Vorname                                                                                               | vor 1901      | 13. Juli 1934 | → Pößnecker Straße                                                    | |
| Körnerstraße                        | Theodor Körner (1791–1813), Schriftsteller                                                                                  | 1900          | 1933          | zusammen mit der Schenkendorfstraße in → Spindelmühler Weg umbenannt  | |
| Leibstandartenweg                   | Leibstandarte SS Adolf Hitler (LSSAH)                                                                                       | 1937          | 1947          | → Ortlerweg                                                           | Die Straße am Altersheim Lichterfelde vorbei wurde nach 1935 angelegt. LSSAH-Kaserne war die nicht weit entfernte ehemalige Kadettenanstalt. |
| Lorenzstraße                        | Lorenz, männlicher Vorname                                                                                                  | vor 1879      | 15. Aug. 1879 | Teilabschnitt als → Grabenstraße ausgegliedert                        | Der größere Teil dieser Straße blieb namentlich erhalten. Die Rechercheure des Luisenstädtischen Vereins mutmaßen, dass als Namensgeber ein naher Verwandter des Lokators Carstenn in Frage kommt. |
| Lortzingstraße                      | Albert Lortzing | 1908          | 1933          | zusammen mit der Schumannstraße in → Undinestraße umbenannt           | |
| Lutherstraße                        | Martin Luther (1483–1546), Reformator                                                                                       | vor 1893      | 1960          | → Altenauer Weg                                                       | |
| Pestalozzistraße                    | Johann Heinrich Pestalozzi (1746–1827), Schweizer Pädagoge und Sozialreformer                                               | 1905          | 1969          | zusammen mit der Helmholtzstraße in → Weißwasserweg umbenannt         | |
| Rankestraße                         | Leopold von Ranke (1795–1886), Historiker                                                                                   | um 1900       | 31. Juli 1934 | in die → Curtiusstraße einbezogen                                     | Die Rankestraße war als Verlängerung der bereits Ende des 19. Jahrhunderts vorhandenen Curtiusstraße angelegt worden und wurde 1934 in diese eingegliedert. |
| Reichenheimstraße                   | Leonor Reichenheim (1814–1868), Unternehmer, Politiker, u. a. auch Stadtrat in Berlin (1867)                                | vor 1893      | vor 1901      | → Gerichtstraße                                                       | |
| Reuterstraße                        | Fritz Reuter (1810–1874), Schriftsteller                                                                                    | 1910          | 13. Juli 1934 | → Troppauer Straße                                                    | |
| Richardstraße                       | Richard, männlicher Vorname                                                                                                 | vor 1905      | 1927          | zusammen mit der Hedwigstraße in → Prausestraße umbenannt             | Sie wurde Ende des 19. Jahrhunderts als Straße 10 des Bebauungsplans angelegt. |
| Richard-Wagner-Platz                | Richard Wagner (1813–1883), Komponist                                                                                       | vor 1909      | 1930          | → Klingsorplatz                                                       | Mit dem Neuzuschnitt der Berliner Verwaltungsbezirke wurden Straßen- und Platznamen, die in Groß-Berlin aufgrund des Zusammenschlusses mehrfach vorkamen, verringert. |
| Richard-Wagner-Straße               | Richard Wagner (1813–1883), Komponist                                                                                       | vor 1909      | 1930          | → Klingsorstraße                                                      | Mit dem Neuzuschnitt der Berliner Verwaltungsbezirke wurden Straßen- und Platznamen, die in Groß-Berlin aufgrund des Zusammenschlusses mehrfach vorkamen, verringert. |
| Sandfichtenweg                      | | vor 1958      | um 1982       | überbaut, die heute hier stehenden Häuser gehören zur Scheelestraße   | |
| Schenkendorfstraße                  | Max von Schenkendorf (1783–1817), Schriftsteller                                                                            | 13. Jan. 1905 | 13. Juli 1933 | zusammen mit der Körnerstraße in → Spindelmühler Weg umbenannt        | Vor ihrer Benennung im 1905 wurde der Verkehrsweg gemäß Bebauungsplan als Straße 7 angelegt. |
| Schmidtstraße                       | Erich Schmidt (1868–1936), Kommunalpolitiker (vor 1893 bis 1921)                                                            | vor 1893      | 8. Aug. 1935  | → Soester Straße                                                      | Die Namensvergabe Schmidtstraße erfolgte zu Lebzeiten des Gemeindevorstehers. |
| Schumannstraße                      | Robert Schumann (1810–1856), Komponist                                                                                      | 24. Juli 1908 | 9. Juni 1933  | zusammen mit der Lortzingstraße in → Undinestraße umbenannt           | |
| Schützenstraße                      | Gardeschützen, die in Lichterfelde stationiert waren und diesen Weg zwischen ihrer Kaserne und den Übungsplätzen benutzten  | vor 1893      | 1914          | → Gélieustraße                                                        | Der längere Abschnitt der Schützenstraße lag in Steglitz, die dort ihren Namen behielt. |
| Sternstraße                         | Julius Stern (1820–1883), Musikpädagoge und Begründer des Sternschen Konservatoriums                                        | vor 1893      | 3. Mai 1935   | → Kadettenweg                                                         | Die Umbenennung erfolgte in der NS-Zeit aus ideologischen Gründen, denn Stern war Jude. |
| Ulmenplatz                          | Ulmen | vor 1893      | 27. Feb. 1936 | → Hochbergplatz                                                       | |
| Wilhelmplatz                        | Wilhelm I. | nach 1871     | 1939          | → Oberhofer Platz                                                     | Die Namensvergabe erfolgte infolge der Proklamation von Wilhelm I. zum Deutschen Kaiser im Jahr 1871. Ein wesentlicher Grund für die spätere Umbenennung lag in der Vielzahl gleichnamiger Plätze in Groß-Berlin, die durch die Eingemeindung im Jahr 1920 vorhanden waren (insgesamt 10). |
| Wilhelmstraße                       | Wilhelm I. | nach 1871     | 1. Dez. 1964  | → Königsberger Straße                                                 | Die Namensvergabe erfolgte infolge der Proklamation von Wilhelm I. zum Deutschen Kaiser im Jahr 1871. Ein wesentlicher Grund für die spätere Umbenennung lag in der Vielzahl gleichnamiger Straßen in Groß-Berlin, die durch die Eingemeindung im Jahr 1920 vorhanden waren (insgesamt 24). – In Königsberg hatte 1861 die Krönungszeremonie Wilhelms zum preußischen König stattgefunden.                                                                                                   |
| Zietenstraße                        | Hans Joachim von Zieten (Ziethen) (1699–1786), seinerzeit ein erfolgreicher preußischer Offizier                            | 12. Sep. 1895 | 13. Juli 1934 | → Reichensteiner Weg                                                  | |

## Weitere Örtlichkeiten von Lichterfelde

### Kleingartenanlagen
Die Gartenkolonien – amtlich Kleingartenanlagen (KGA) – in Lichterfelde liegen teilweise innerhalb der Wohnbebauung, auch an Gewerbegebiete grenzend und mehrere Flächen entlang der beiden Bahnlinien kommen hinzu. Der Bestand war insbesondere vor dem Mauerfall bedroht.
Auf Lichterfelder Gemarkung liegen nahe den Bahnstrecken mehrere Eisenbahnlandwirtschaften (ELW).
| Name                             | Lage                                         | Größe in m² | Anzahl der Parzellen | Eigentum           | Gründung    | Anmerkungen |
| -------------------------------- | -------------------------------------------- | ----------- | -------------------- | ------------------ | ----------- | ----------- |
| KGA Abendruh                     | Elmshorner Straße 35–51 (Lage)               | 000171.145  | 000499               | privat/landeseigen | 1919        |             |
| KGA Am Aegirbad                  | Drei Zinnen Weg 15f (Lage)                   | 000021.349  | 000038               | privat             | 1920/1921   |             |
| KGA Am Stichkanal                | Am Stichkanal 32 (Lage)                      | 000050.110  | 000167               | privat/landeseigen | 1967        |             |
| KGA Am Wäldchen                  | Osdorfer Straße 71–79 (Lage)                 | 000045.003  | 000134               | landeseigen        | 1946        |             |
| KGA An der Rodelbahn             | Lichterfelder Ring 239–253 (Lage)            | 000039.451  | 000115               | landeseigen        | 1958        |             |
| ELW UB Lichterfelde West         | Gruppe Botanischer Garten (Lage)             | 000001.099  |                      | Bahn               |             |             |
| ELW UB Lichterfelde Ost          | Gruppe Celsiusstraße (Lage)                  | 000004.091  |                      | Bahn               |             |             |
| KGA Erbkaveln (Wildkraut)        | Ostpreußendamm 95b (Lage)                    | 000023.799  | 000070               | landeseigen        | 1959        |             |
| KGA Eugen-Kleine-Brücke          | Wismarer Straße 3–17 (Lage)                  | 000029.264  | 000066               | privat/landeseigen | 1949        |             |
| ELW UB Lichterfelde Ost          | Gruppe Fürstenstraße (Lage)                  | 000007.305  |                      | Bahn               |             |             |
| Gartensiedlung Giesensdorf       | Wismarer Straße / Ostpreußendamm (Lage)      | 0000087.787 |                      | privat             |             |             |
| KGA Heinrichstraße               | Heinrichstraße 8/9 (Lage)                    | 000028.485  | 000085               | landeseigen        | 1911        |             |
| ELW UB Lichterfelde Ost          | Gruppe Hildburghauser Straße (Lage)          | 000006.106  |                      | Bahn               |             |             |
| ELW UB Lichterfelde Ost          | Gruppe Jungfernstieg (Mittelturm) (Lage)     | 000005.865  |                      | Bahn               |             |             |
| ELW UB Lichterfelde West         | Gruppe Neuchateller Straße (Lage)            | 000005.436  |                      | Bahn               |             |             |
| KGA Neues Leben                  | Wismarer Straße 19 / Prettauer Pfad (Lage)   | 000030.075  | 000082               | landeseigen        | 1947        |             |
| KGA Osdorf                       | Lichterfelder Ring 255–267 (Lage)            | 000024.805  | 000086               | landeseigen        | 1977        |             |
| ELW UB Lichterfelde Ost          | Gruppe Osdorfer Straße (Lage)                | 000004.867  |                      | Bahn               |             |             |
| ELW UB Lichterfelde Ost          | Gruppe Ostpreußendamm (Lage)                 | 000073.780  |                      | Bahn               |             |             |
| KGA Parkkolonie Süd              | Goerzallee 146 (Lage)                        | 000014.665  | 000034               | privat             | 1932        |             |
| KGA Parkkolonie Nord             | Goerzallee 146 (Lage)                        | 000053.505  | 000115               | privat             | 1932        |             |
| KGA Pfarracker                   | Brauerstraße 24–27 und Wienroder Pfad (Lage) | 000024.946  | 000091               | privat/landeseigen | 1934        |             |
| ELW UB Lichterfelde West         | Gruppe Resedenstraße (Lage)                  | 000004.861  |                      | Bahn               |             |             |
| KGA Rütli                        | Elmshorner Straße 53–59 (Lage)               | 000042.230  | 000093               | landeseigen        | 1930        |             |
| KGA Schweizerland                | Schottmüllerstraße 123 / Osteweg (Lage)      | 000099.963  | 000288               | landeseigen        | 1928        |             |
| KGA Sonnenschein                 | Schottmüllerstraße 47–53 (Lage)              | 000072.081  | 000299               | landeseigen        | 1919        |             |
| KGA Steglitzer Hafen             | Krahmerstraße (Lage)                         | 000006.196  |                      | privat             |             |             |
| KGA Südpark                      | Scheelestraße 45d (A–B) (Lage)               | 000035.656  | 000102               | privat/landeseigen | 1923 (1934) |             |
| (KGA) Südpark – An der Schäferei | An der Schäferei 9 (Lage)                    | 000004.107  | 000010               | landeseigen        |             |             |
| KGA Teltower Seeboden            | Am Stichkanal 13–15 (Lage)                   | 000029.580  | 000081               | privat             | 1918/1920   |             |
| KGA Zukunft                      | Bremer Straße 4f (Lage)                      | 000054.404  | 000158               | landeseigen        | 1918        |             |

### Parks und Grünflächen
- Botanischer Garten (Lage)

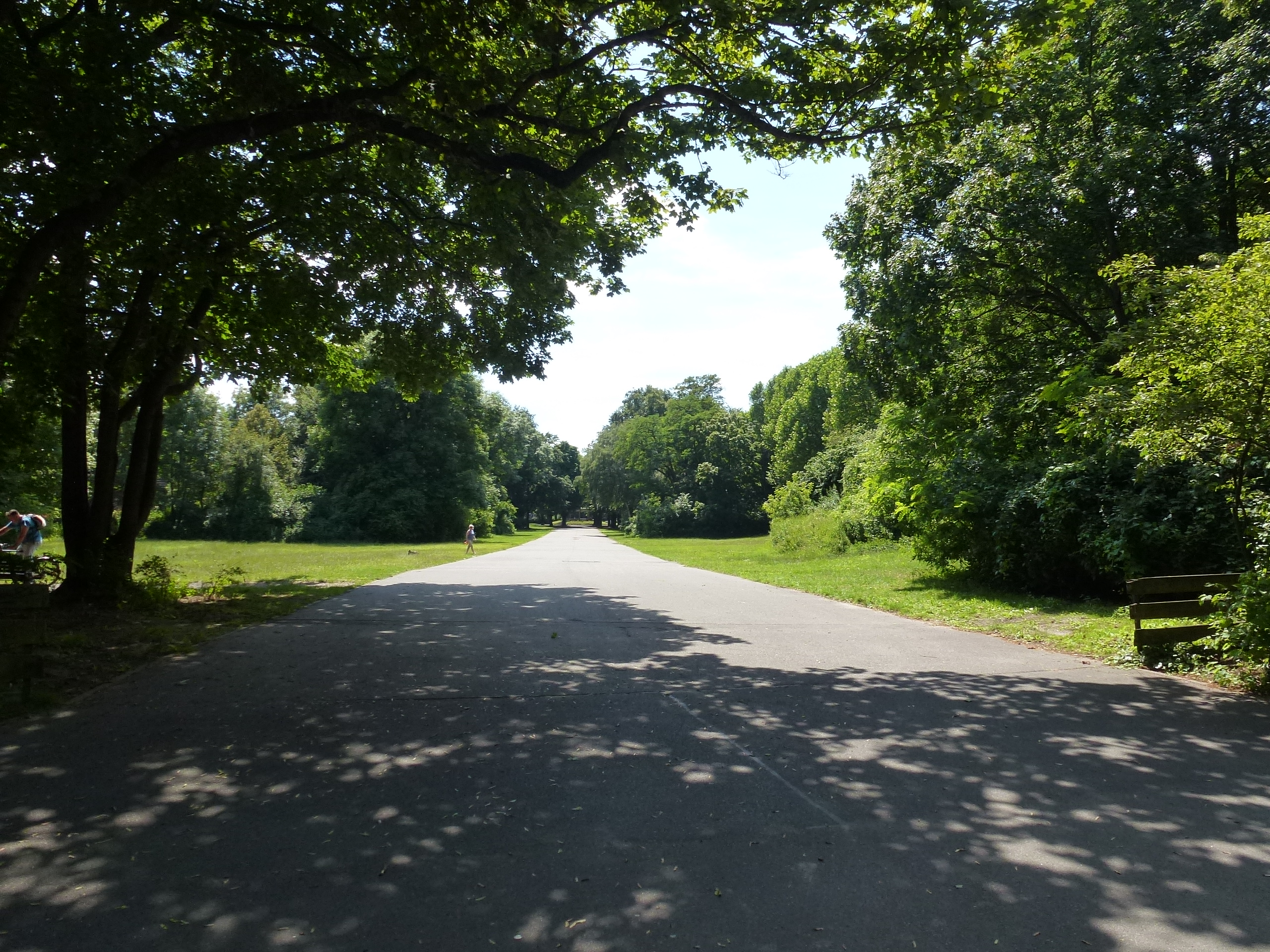
Berlin-Lichterfelde Bäkepark

- Schlosspark Lichterfelde (teilweise NSG) (Lage)
- Eduard-Spranger-Promenade (Lage), Park am Teltowkanal, umgangssprachlich (analog zum so im Ortsteil Steglitz gewidmeten Park) auch Bäkepark
- Lilienthalpark mit Karpfenteich (Königsgraben) (Lage)
- Parkfriedhof Lichterfelde (Lage)
- Friedhof Lichterfelde (Lage)
- Campus Benjamin Franklin (Lage)
- Johann-Baptist-Gradl-Grünzug (Lage)
- Parks Range (ehemaliger Truppenübungsplatz) (Lage), Freifläche mit bislang[veraltet] ungeklärter Nutzung

### Sonstige Örtlichkeiten
- Wannseebahn
  - S-Bahnhof Lichterfelde West (Lage), in den 1870er Jahren zur Erschließung der Villenkolonie Lichterfelde-West angelegt.
  - S-Bahnhof Botanischer Garten (Lage)
  - Güterbahnhof Lichterfelde (Lage)
- Anhalter Bahn
  - S-Bahnhof Lichterfelde-Ost (Lage)
  - S-Bahnhof Osdorfer Straße (Lage)
  - S-Bahnhof Lichterfelde-Süd (Lage)
- Teltowkanal mit dem Teltowkanalweg am nördlich-westlichen Ufer als Wanderweg mit 17 markiert und im westlichen Teil der Teltower Dörferweg mit 15 markiert
- Zehlendorfer Stichkanal (Lage)
- Hafen Lichterfelde (Lage)
- Kraftwerk Lichterfelde (Lage)
- Gewerbegebiet zwischen Goerzallee und Teltowkanal (Lage)
- Kläranlage (Lage)